# Coloeus monedula
La taccola o taccola eurasiatica (Coloeus monedula (Linnaeus, 1758)) è un uccello passeriforme appartenente alla famiglia dei corvidi.

## Etimologia
Il nome scientifico della specie, monedula, deriva dall'unione delle parole latine moneta ed edulis ("mangereccio"), col significato di "mangiatrice di monete", con riferimento al mito di Arne (per il quale si rimanda alla sezione mitologia) ed all'attrazione di questi uccelli per gli oggetti luccicanti.
Il nome comune di questi uccelli deriva invece dall'alto-tedesco antico tache, divenuto poi tāhe/tāchelein in alto-tedesco medio e, appunto, "taccola" in italiano (mentre in tedesco questi uccelli sono noti come dohle, di identica derivazione, con diverse varianti dialettali fra le quali tach, dähi, däche e dacha).

## Descrizione

### Dimensioni
Misura 34–39 cm in lunghezza, per 136-265 g di peso e un'apertura alare di 67–74 cm.

### Aspetto

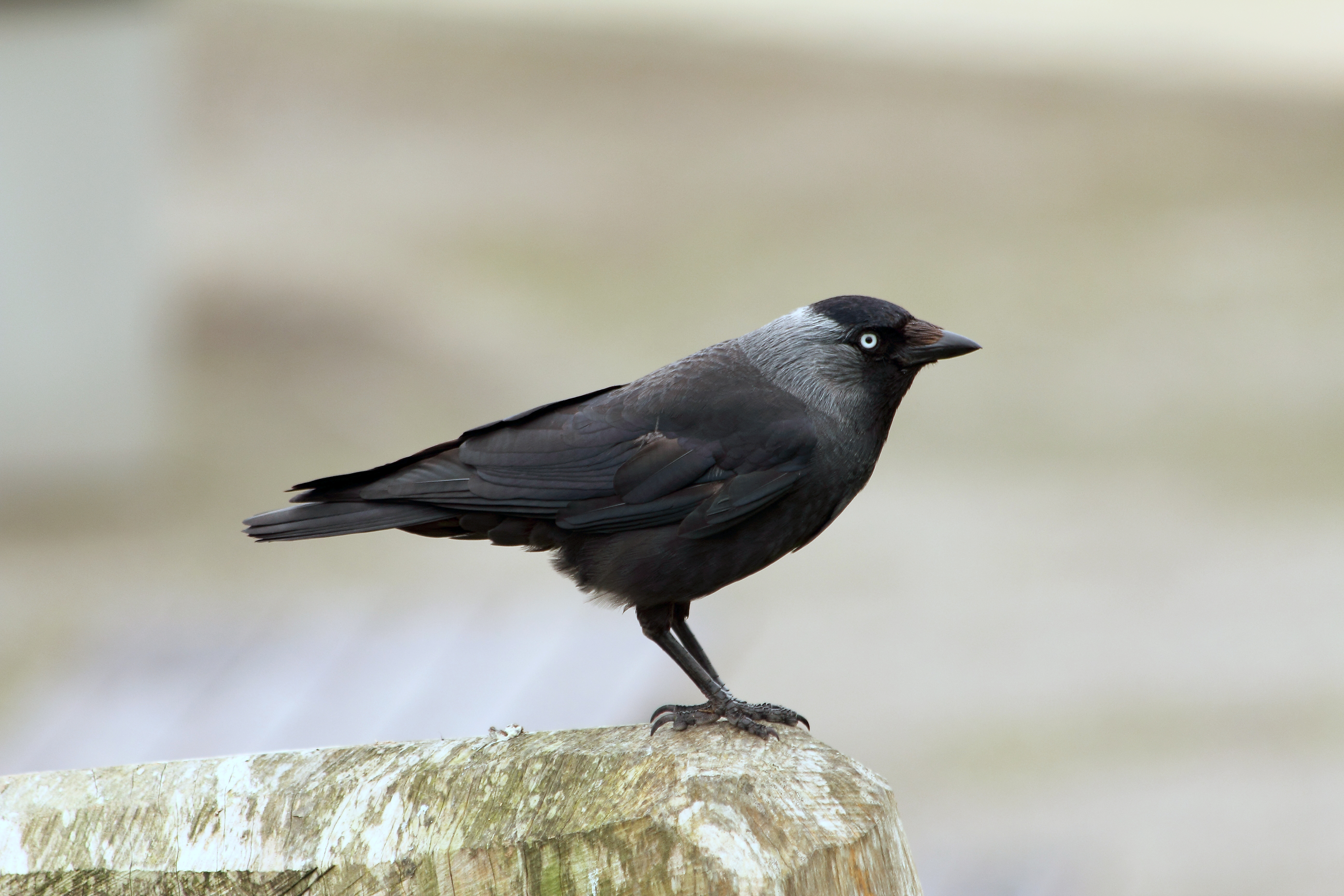
Esemplare a Newquay

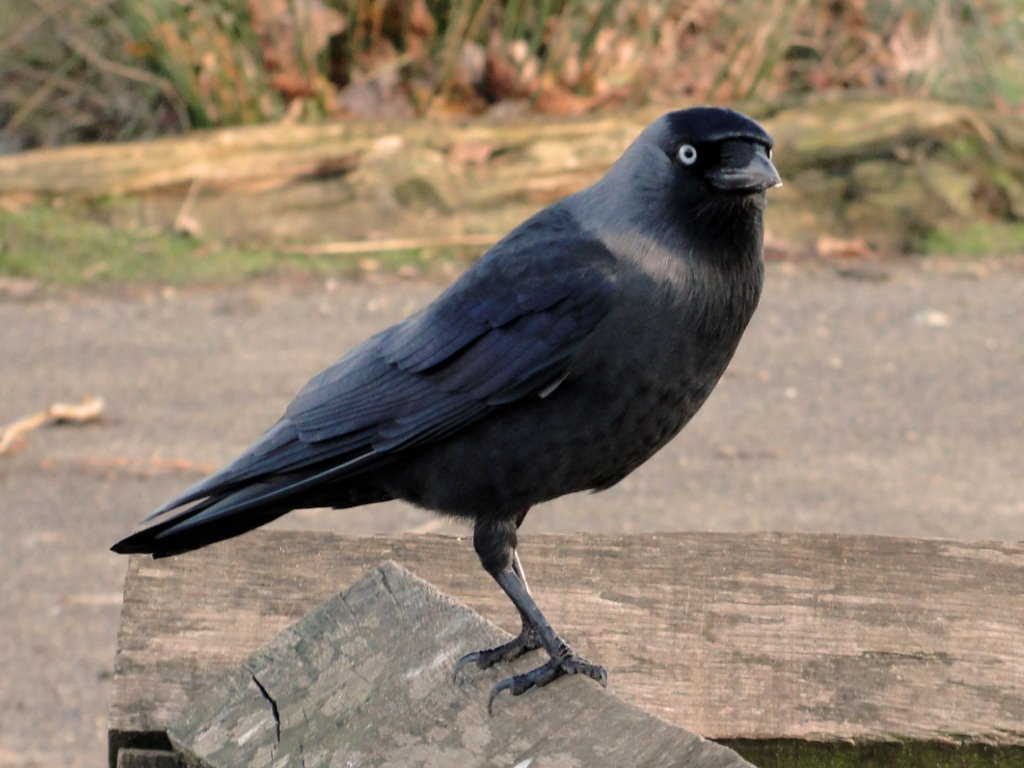
Esemplare a Richmond upon Thames

Si tratta di uccelli robusti, dalla grossa testa arrotondata con collo taurino, occhi frontali, becco conico robusto e allungato dalla punta lievemente adunca, forti zampe, lunghe ali digitate e coda dall'estremità squadrata: nel complesso, la taccola può somigliare a una cornacchia in miniatura, tuttavia questi uccelli sono inconfondibili per la taglia minore, il becco più corto in proporzione alle dimensioni totali e per gli occhi chiari. In volo, la taccola si distingue dagli altri corvidi per le ali più assottigliate e dalla digitazione meno profonda ed il sottoala uniformemente grigio, oltre che per la tendenza a volare in piccoli gruppi compatti.
Il piumaggio è quasi interamente di colore nero lucido, con presenza di riflessi metallici bluastri (nelle sottospecie soemmerringii e cirtensis) o purpurei (nella sottospecie nominale e in spermologus) su fronte, vertice e remiganti e copritrici secondarie, mentre gola, primarie e coda presentano riflessi verde-azzurri: guance, nuca e collo tendono a essere più chiari, tendenti al grigio cenere o al grigio argenteo, e lo stesso vale per l'area pettorale e ventrale, che (così come i fianchi e la superficie inferiore delle ali) è di color grigio-ardesia.

Il dimorfismo sessuale è trascurabile, sebbene i maschi tendano ad incanutire con l'età, soprattutto prima della muta: sussiste invece una certa variazione a livello individuale della colorazione (con maggiore o minore estensione delle aree grigie e nere e diversa tonalità dei riflessi metallici), mentre altre caratteristiche fisiche, come la taglia e le dimensioni di ali e becco in rapporto a questa, sembrano seguire un gradiente in direttrice O-E.
Il becco e le zampe sono di colore nerastro, mentre l'iride è di un caratteristico colore chiaro, bianco-grigiastro o bianco-argenteo.

## Biologia

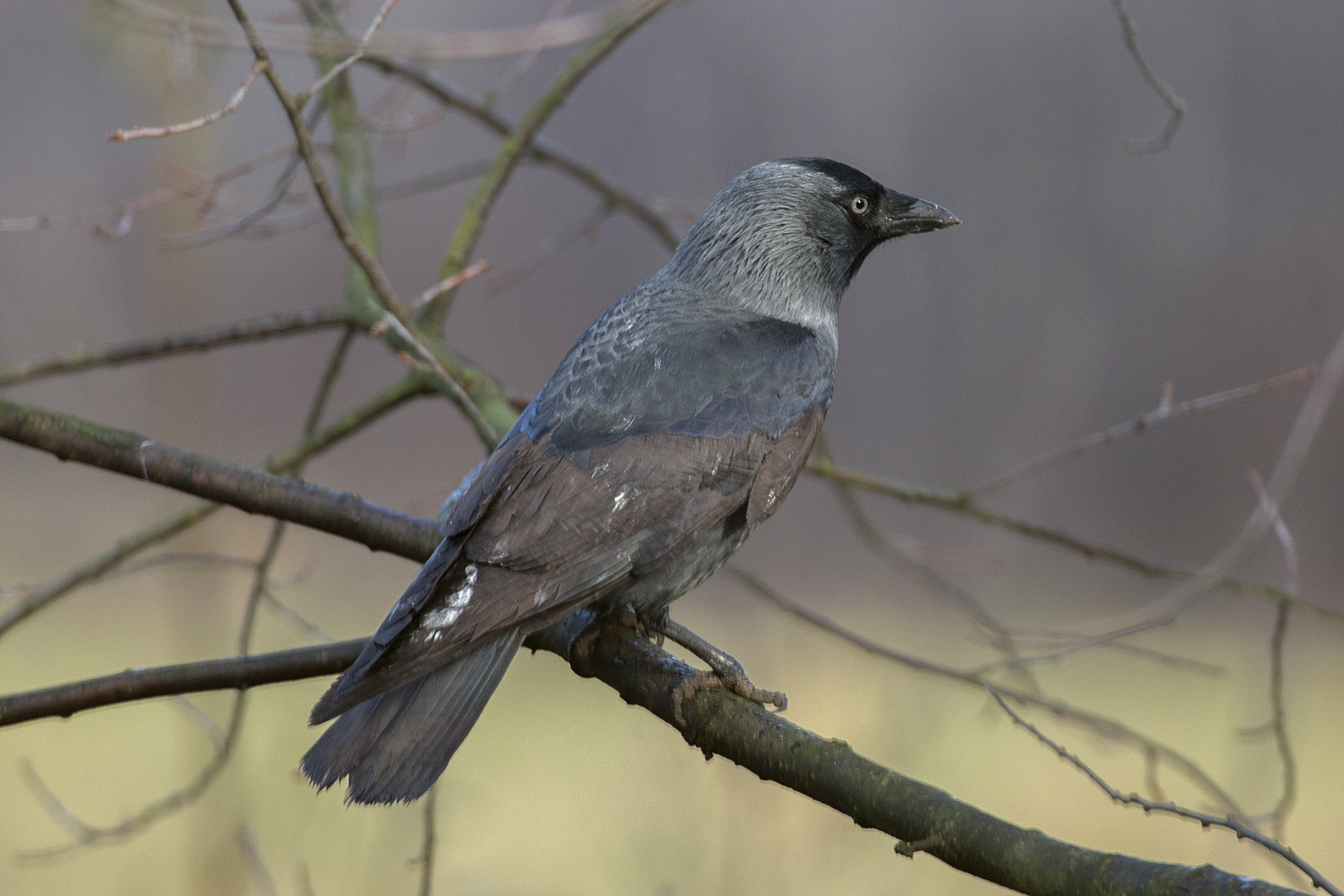
Esemplare a Łódź

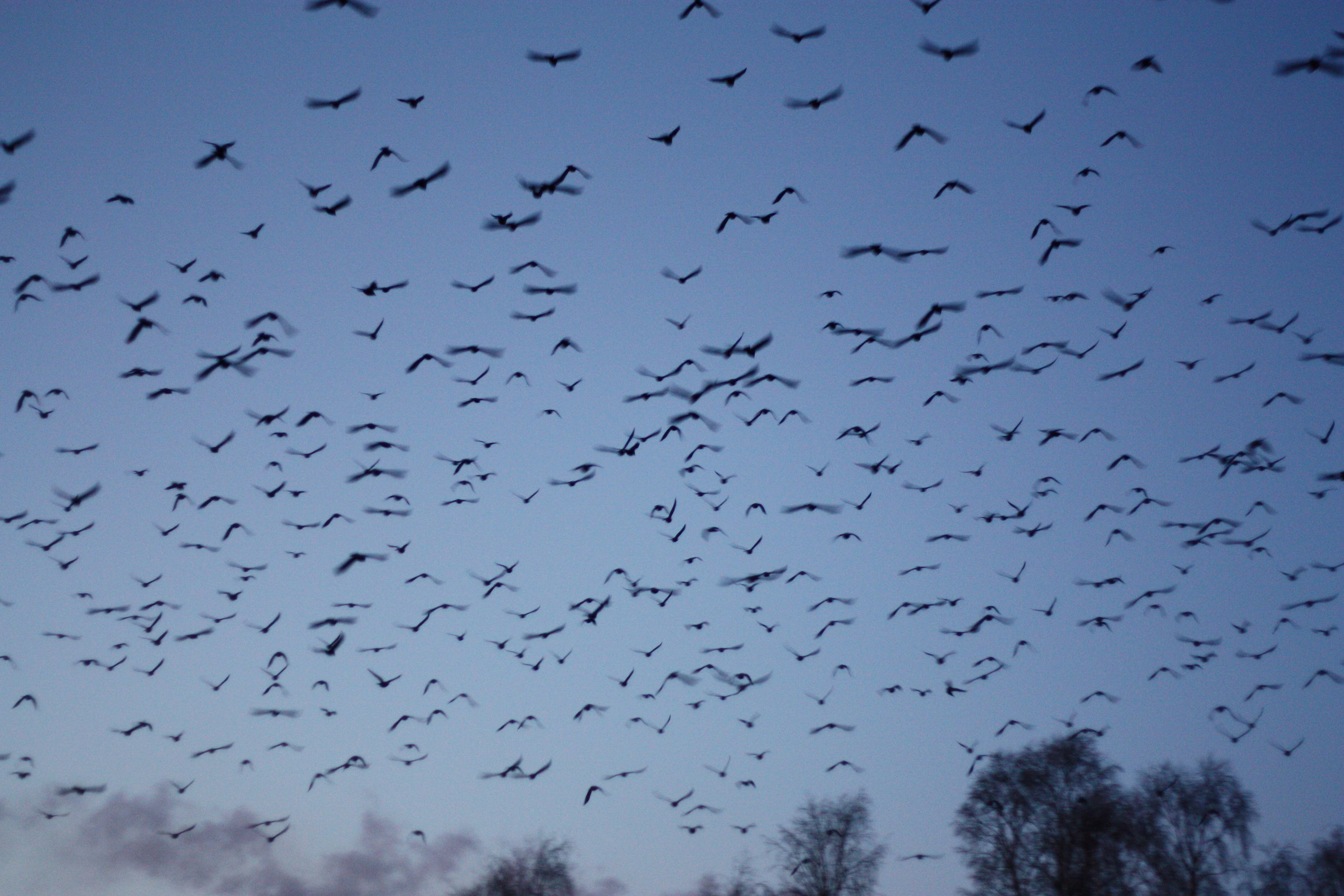
Stormo di taccole a Oulu

Le taccole sono uccelli dalle abitudini di vita essenzialmente diurne e gregarie, che vivono in coppie che a loro volta fanno parte di stormi anche consistenti, più numerosi durante i mesi freddi: vari stormi possono riunirsi verso sera su posatoi comuni, fino a formare colonie che possono contare decine di migliaia di individui (il record è di circa 40.000 esemplari a Uppsala), talvolta in associazione col corvo, al quale (così come alle cornacche grigie, alle pavoncelle, alle gavine e agli storni) questi uccelli si associano anche durante la ricerca del cibo, soprattutto in autunno.

Al suolo, dove trascorrono gran parte del tempo alla ricerca di cibo, le taccole si muovono camminando velocemente: questi uccelli sono tuttavia ottimi volatori, capaci di virare in spazi ristretti e di muoversi a velocità sostenuta (fino a 11 metri al secondo), emettendo con le penne un caratteristico rumore durante il volo, che tuttavia sparisce durante la migrazione.

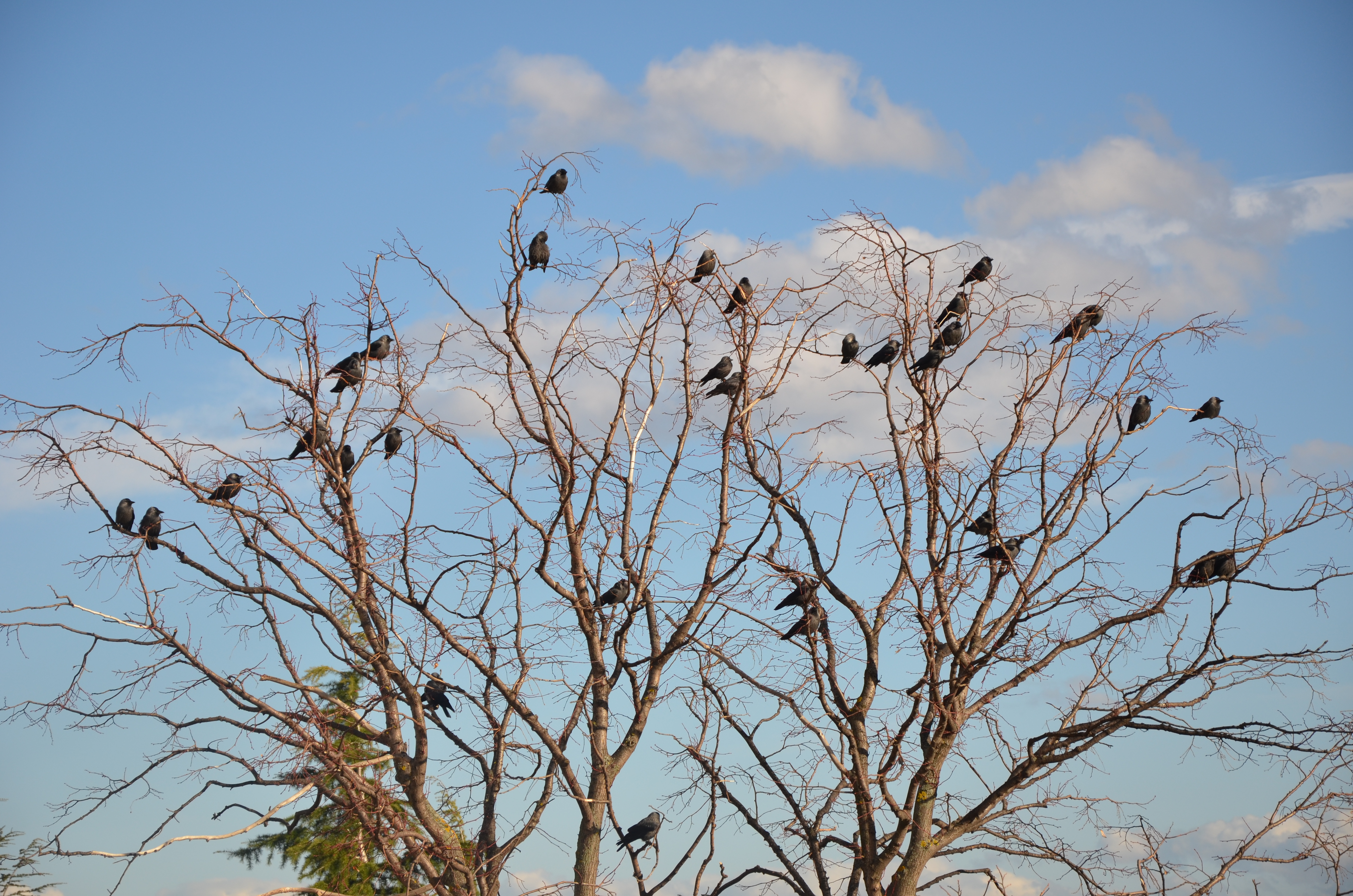
Stormo su un albero a Peć

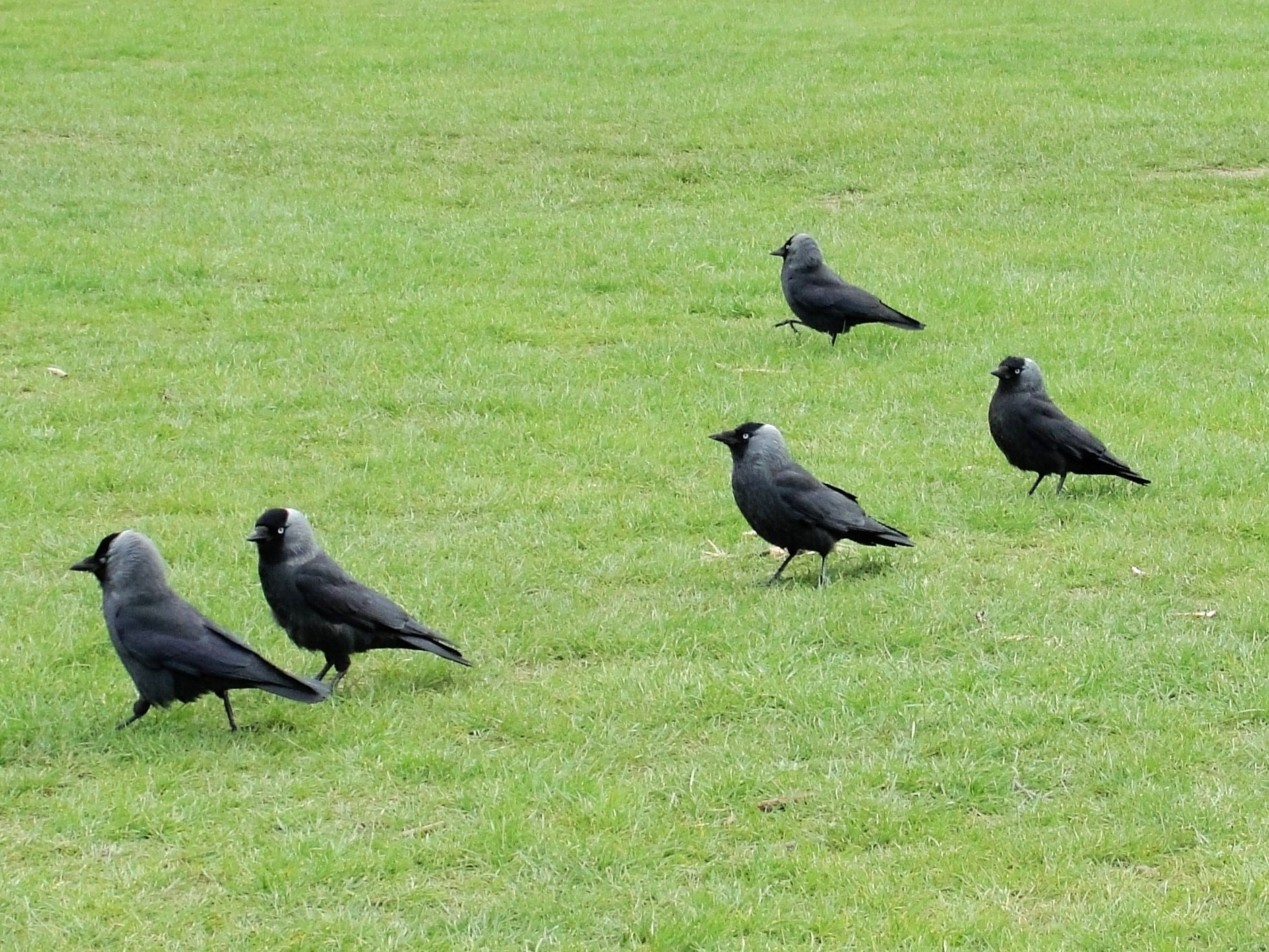
Stormo al suolo a Bushy Park

All'interno di uno stormo vige una gerarchia lineare (che si traduce nell'ordine di accesso alle risorse), studiata e descritta nel dettaglio da Konrad Lorenz, nella quale ciascuna coppia occupa una propria posizione, dominante su alcune coppie e sottomessa nei confronti di altre. Gli esemplari non accoppiati occupano un ruolo subalterno rispetto alle coppie, e le femmine sono subordinate rispetto ai maschi, sicché si evince che le femmine non accoppiate rappresentano il livello gerarchico più basso: i maschi si creano una propria posizione gerarchica prima di trovare una compagna, la quale acquisisce lo stesso livello del compagno una volta formatasi la coppia. Le coppie rafforzano il proprio legame mediante frequenti azioni di toelettatura reciproca su nuca e collo, oltre che stando assieme per la stragrande maggioranza del proprio tempo.

La "scalata" alla gerarchia di uno stormo avviene principalmente mediante comportamenti di minaccia, ai quali eventualmente fanno seguito combattimenti veri e propri: fra gli atteggiamenti minacciosi più comuni vi sono la postura col becco puntato verso l'alto tenendo il collo allungato e le penne assottigliate, oppure il becco tenuto puntato verso il basso con le ali semiaperte e le penne della testa erette, o ancora il più estremo (utilizzato per risolvere contenziosi sulle femmine o sui siti di nidifcazione) con ali e coda spiegate e testa dalle penne erette che annuisce col becco tenuto puntato verso il rivale. Le taccole possono inoltre spingere il rivale dal proprio posatoio, occupandone automaticamente il posto ed il rango qualora esso non combatta per riaverlo indietro.

I combattimenti fra taccole sono perlopiù aerei ed avvengono coi due contendenti che si lanciano l'uno contro l'altro, afferrandosi per le zampe con le quali si spingono, mentre si assestano potenti beccate su testa e ali, mentre il resto dello stormo osserva la scena ciacolando rumorosamente.

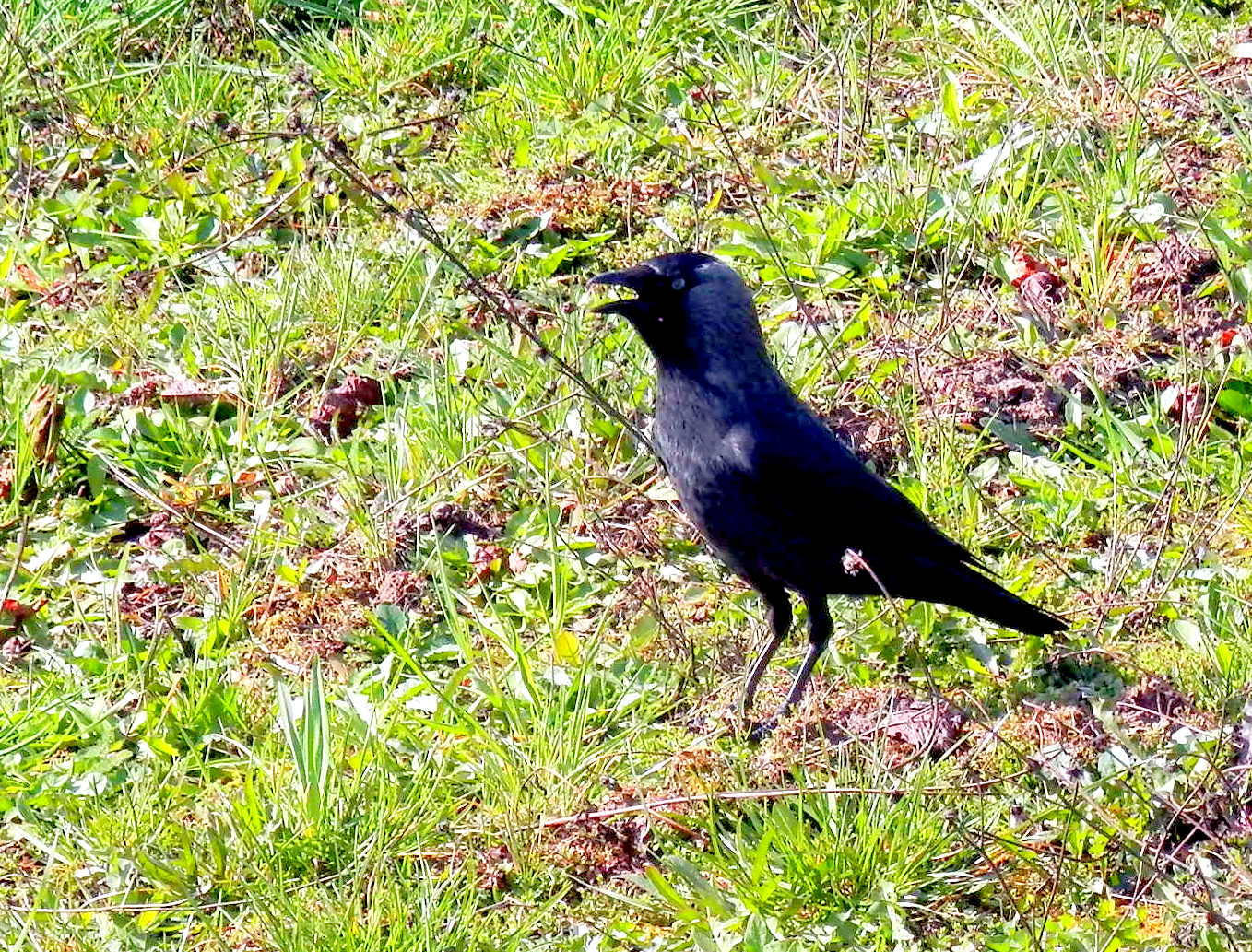
Esemplare gracchia a Prešov

Anche in virtù della loro elevata socialità, le taccole presentano una certa varietà di richiami: oltre al caratteristico richiamo ciacolante (che suona letteralmente come un ciac, ciac metallico, nasale e acuto), emesso principalmente in volo come richiamo di contatto o di saluto, questi uccelli ne emettono uno più nasale quando chiamano la prole o il partner per offrire il cibo, oppure una versione più rauca quando sono loro stessi a chiedere il cibo. Al momento di prendere posizione per la notte, le colonie sono particolarmente rumorose, coi vari uccelli che interagiscono fra loro, ed un altro momento di grande rumorosità avviene all'apparizione di un eventuale pericolo (soprattutto durante il periodo della cova), quando tutto lo stormo comincia ad emettere aspri gracchi, seguiti in genere dall'attacco verso il predatore, che viene accompagnato a suon di beccate lontano dal territorio di cova o di sosta dello stormo. Talvolta, quest'ultimo atteggiamento può essere attuato nei confronti di esemplari feriti o malati, che non di rado vengono uccisi.

La taccola, inoltre, similmente ad altri corvidi è in grado di imitare la voce umana, ripetendo singole parole o suoni.

### Alimentazione
La taccola è un uccello onnivoro adattabile e opportunista, che si nutre indifferentemente di cibo di origine animale o vegetale a seconda della disponibilità del momento: questi uccelli, tuttavia, sono meno carnivori e spazzini rispetto agli altri corvidi, e fino all'84% della loro dieta è rappresentata da vegetali per gran parte dell'anno.

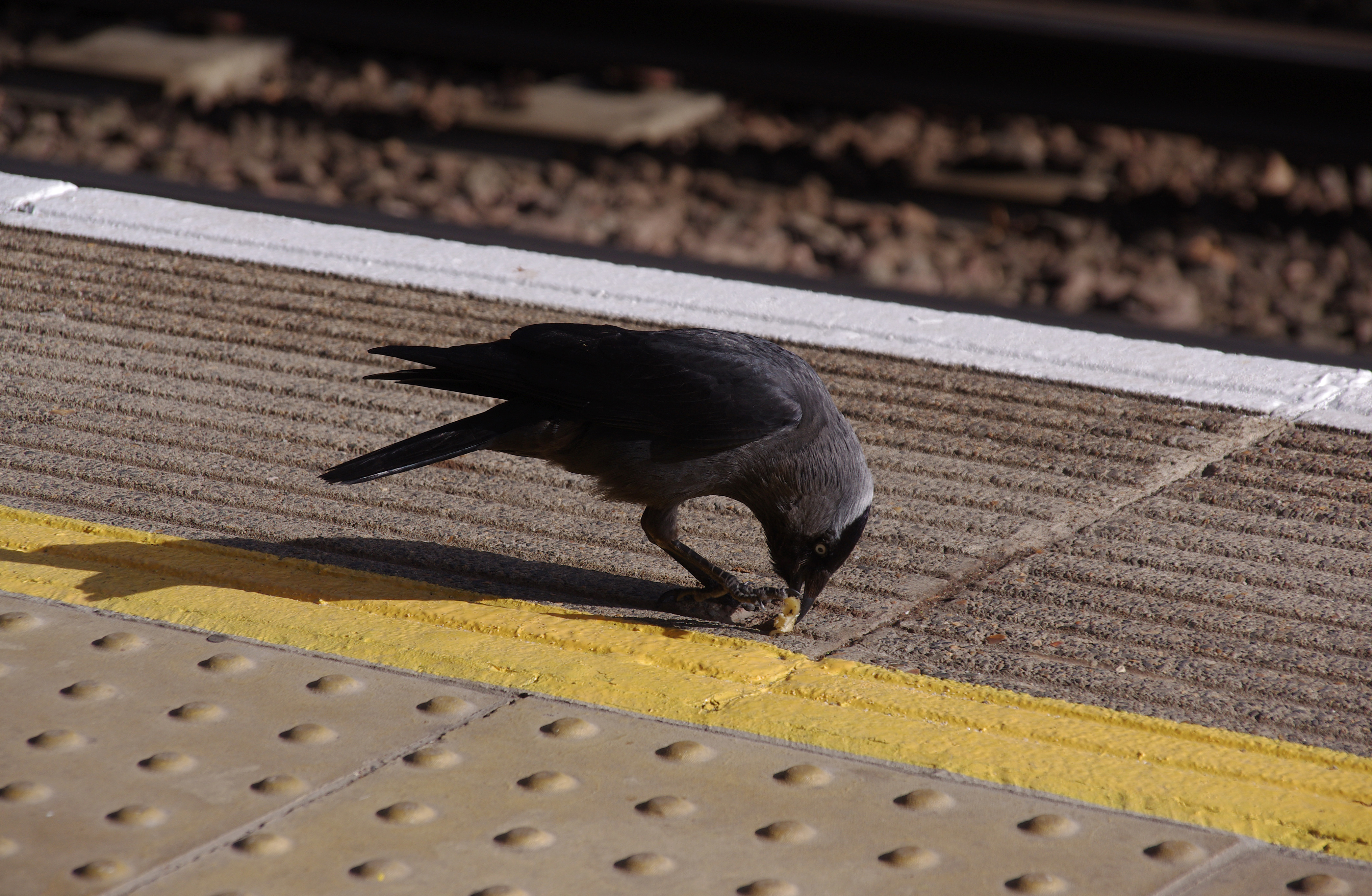
Esemplare si nutre alla stazione di Amersham

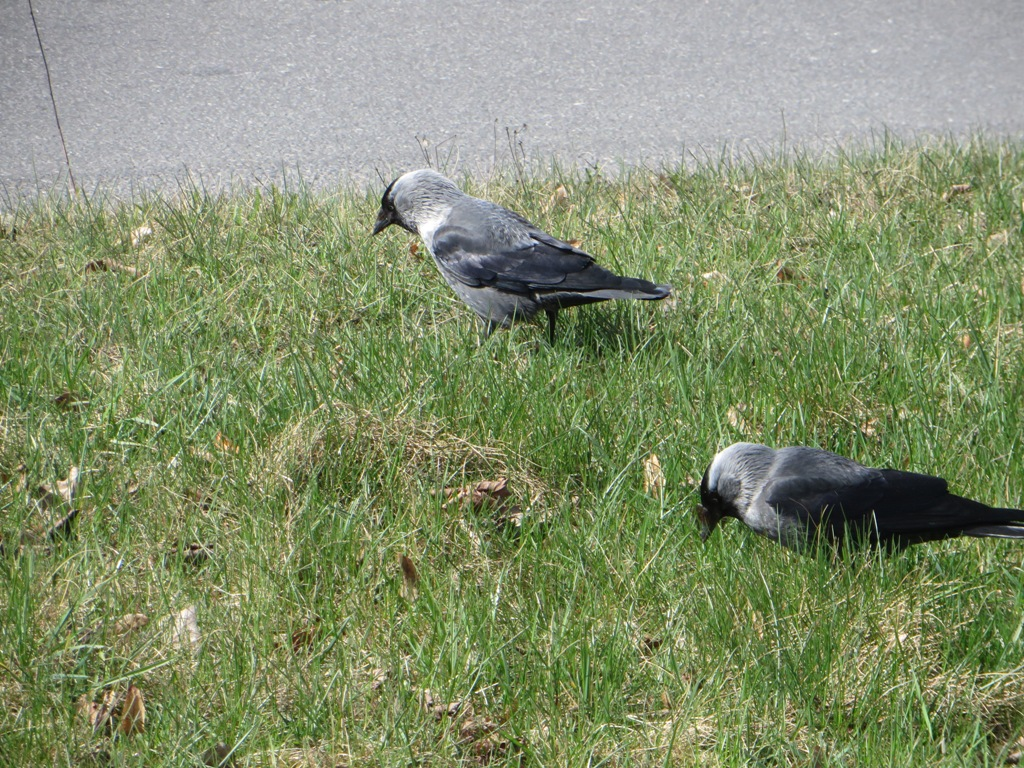
Due esemplari cercano il cibo al suolo a Riga

Il cibo principale delle taccole è rappresentato da semi e granaglie, in particolare dai cereali: questi uccelli si nutrono inoltre di bacche, ghiande e frutta matura, non di rado razziando le coltivazioni e le piantagioni. Un'altra importante fonte di nutrimento sono gli insetti (che costituiscono la maggior parte della dieta durante la stagione degli amori, per far fronte all'aumentato fabbisogno energetico) e le loro larve (soprattutto cicale, maggiolini, bruchi e curculionidi, favorendo le prede sotto i 2 cm di lunghezza), uova e nidiacei di piccoli uccelli (allodola, berta minore, gazza marina, uria, airone cenerino, tortora dal collare e piccione), lumache, vermi, ragni e sporadicamente anche topolini e pipistrelli: le taccole frequentano inoltre assiduamente le carcasse, le pile di letame e i banchetti di rifiuti trascinati sul litorale dal mare, sia per piluccare pezzettini di carne o cibo parzialmente indigerito che per cibarsi degli insetti saprofagi.

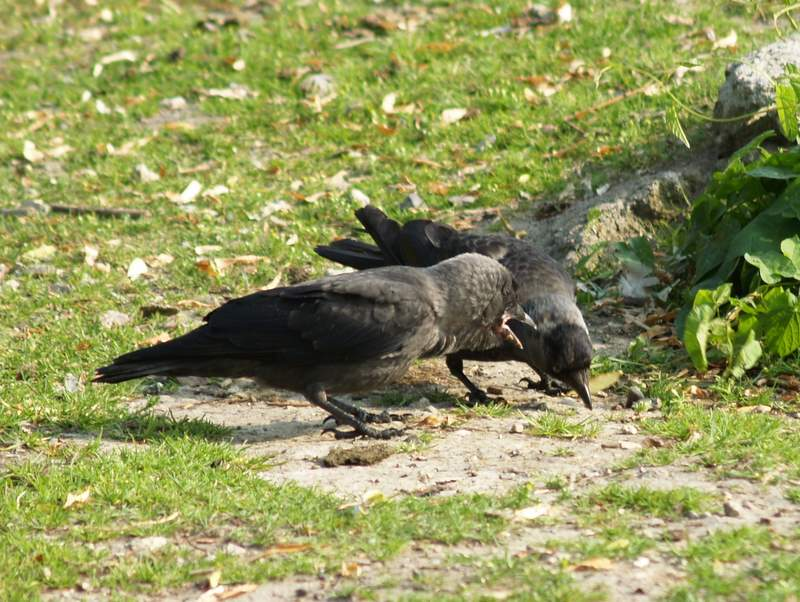
Giovane (a sinistra) chiede cibo a un adulto a Gentofte

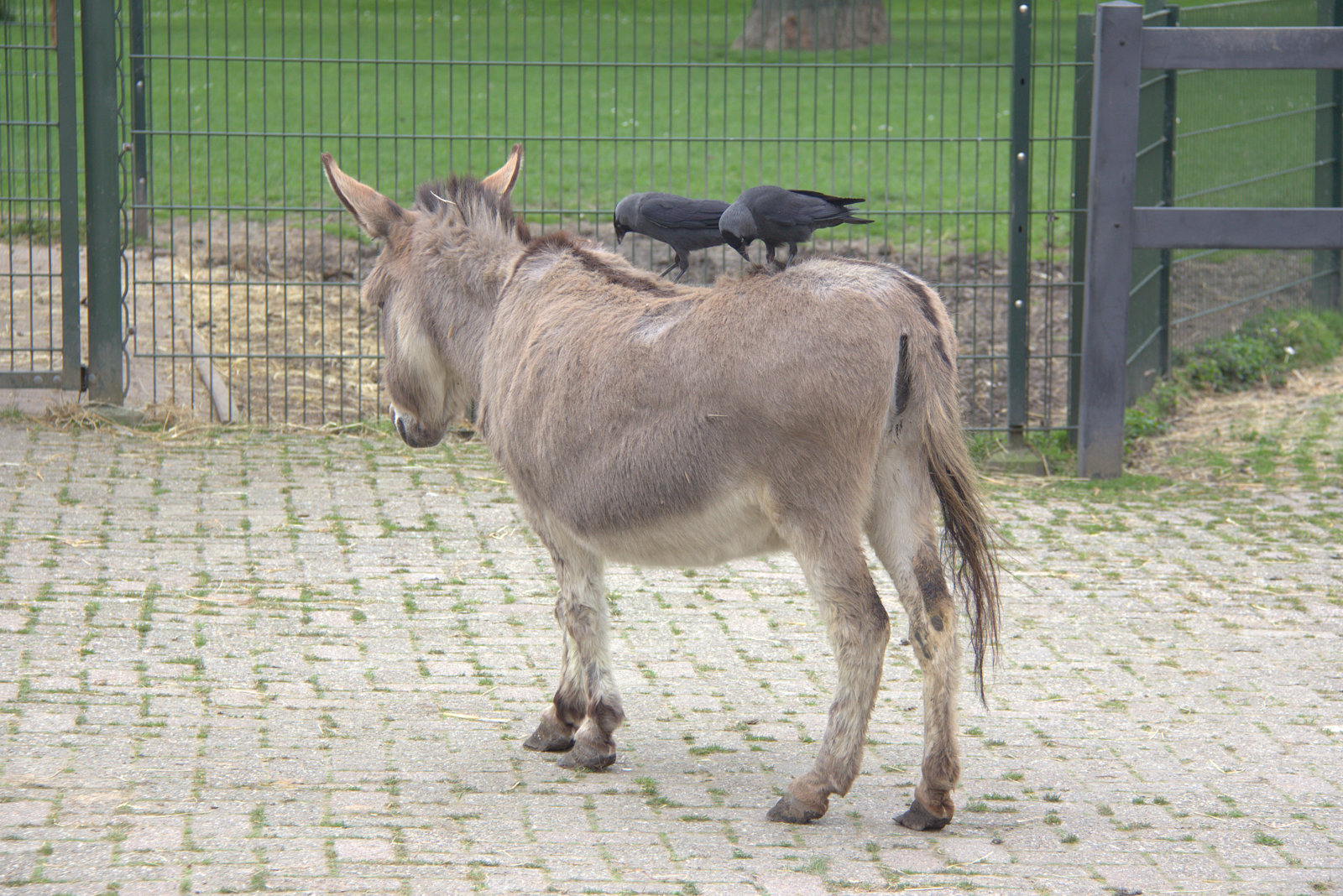
Due esemplari sul dorso di un asino nei Paesi Bassi

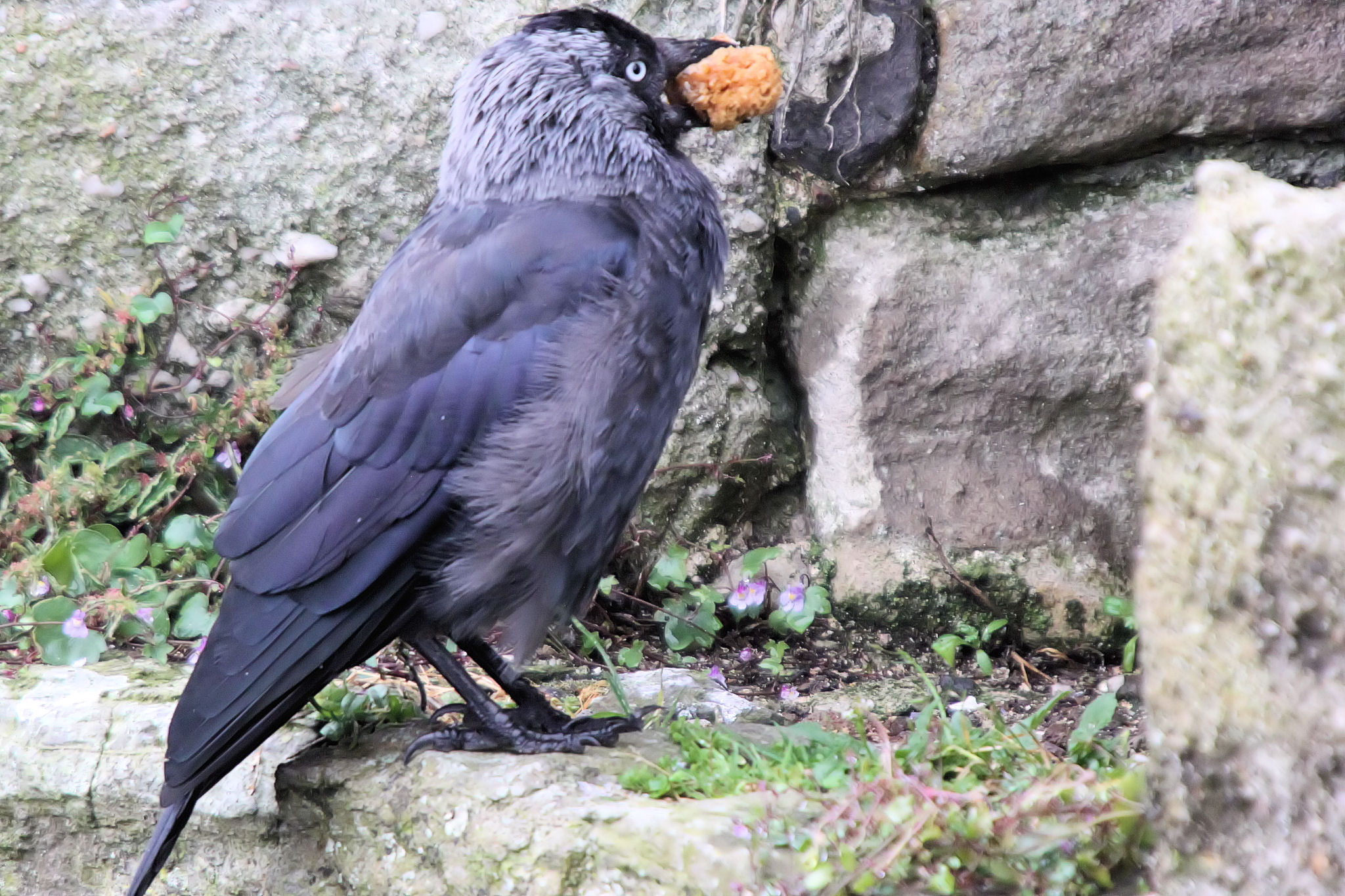
Esemplare con cibo nel becco al castello di Beaumaris

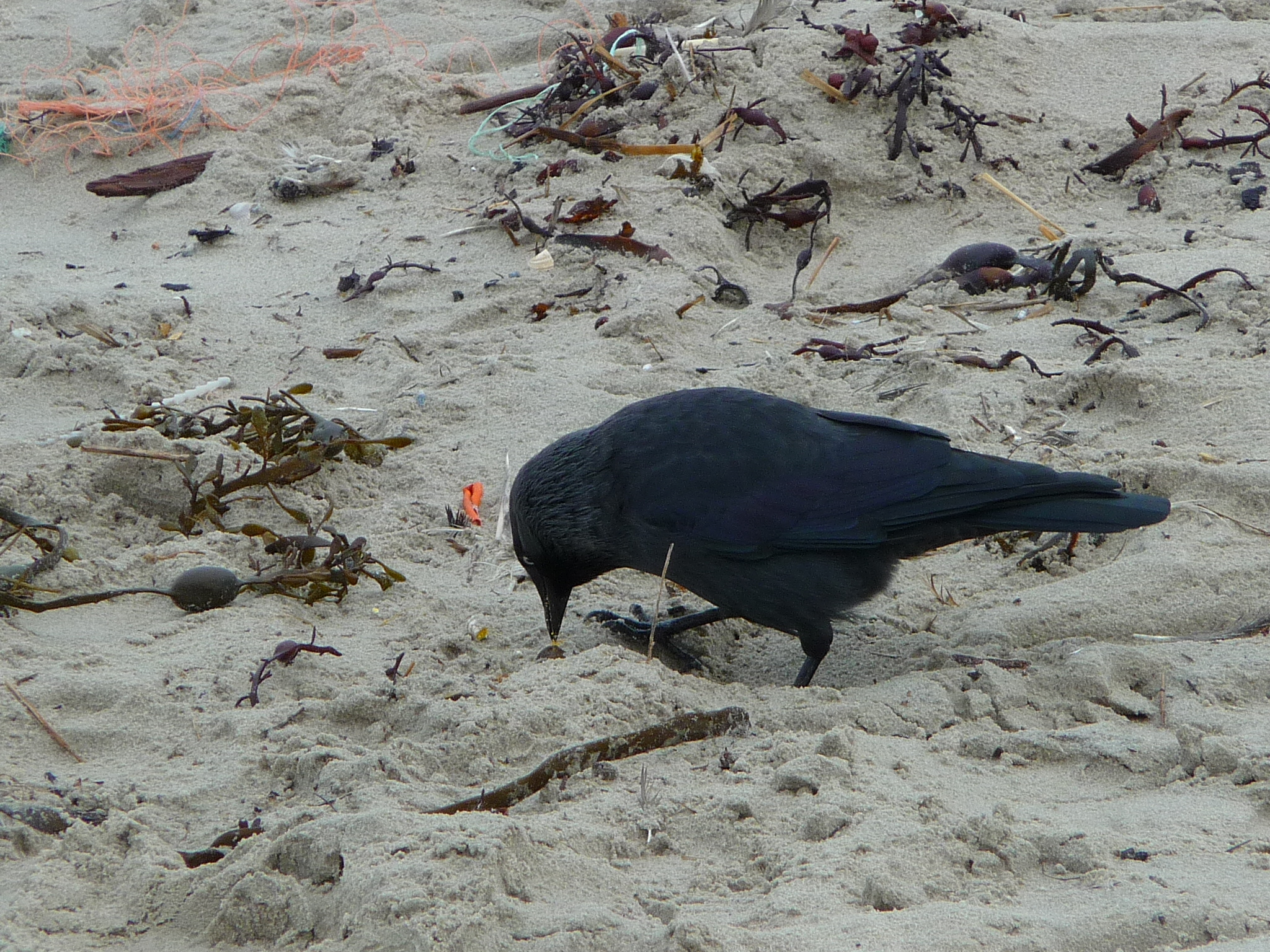
Esemplare cerca il cibo sulla spiaggia di Juist

La taccola cerca il cibo principalmente al suolo, servendosi del becco per spostare detriti e ciuffi d'erba e mettere in tal modo allo scoperto le risorse di cui nutrirsi: questo uccello è aiutato in ciò dagli occhi in posizione frontale, che favoriscono la visione binoculare e l'accuratezza nella stima delle distanze. Più raramente, questi animali usano il becco per sondare il terriccio morbido o per scavare assieme alle zampe, così come altrettanto raramente essi cacciano le prede in volo. Soprattutto durante le prime ore del mattino (quando c'è minore probabilità di incontrare l'uomo), la taccola cerca il cibo nelle mangiatoie dei giardini, nei cassonetti e nelle discariche: di tanto in tanto, questi animali possono essere inoltre osservati sulla groppa di pecore o altri armenti, piluccando i parassiti che si annidano nella pelle e nel pelo.
Per meglio digerire il cibo, le taccole sono solite inoltre ingerire sabbia e sassolini (principalmente rocce a base di silice e carbonato di calcio), che nel ventriglio aiutano a triturare il bolo ingerito.
La taccola è solita donare parte del cibo reperito ad altri esemplari conspecifici, non necessariamente imparentati col donatore (spesso l'offerta di cibo è legata all'alimentazione della prole o ai rituali di corteggiamento), tendendo a fare ciò specialmente coi cibi preferiti dall'esemplare che sceglie di donarli: sebbene i motivi di tale comportamento (paragonabile per volume, o forse anche maggiore, rispetto a quanto osservabile fra le scimmie antropomorfe) rimangano ancora oscuri, si ritiene che esso sia legato a qualche forma di mutualismo o di rafforzamento del proprio ruolo gerarchico nell'ambito dello stormo. Le taccole inoltre praticano sporadicamente il cleptoparassitismo.

### Riproduzione

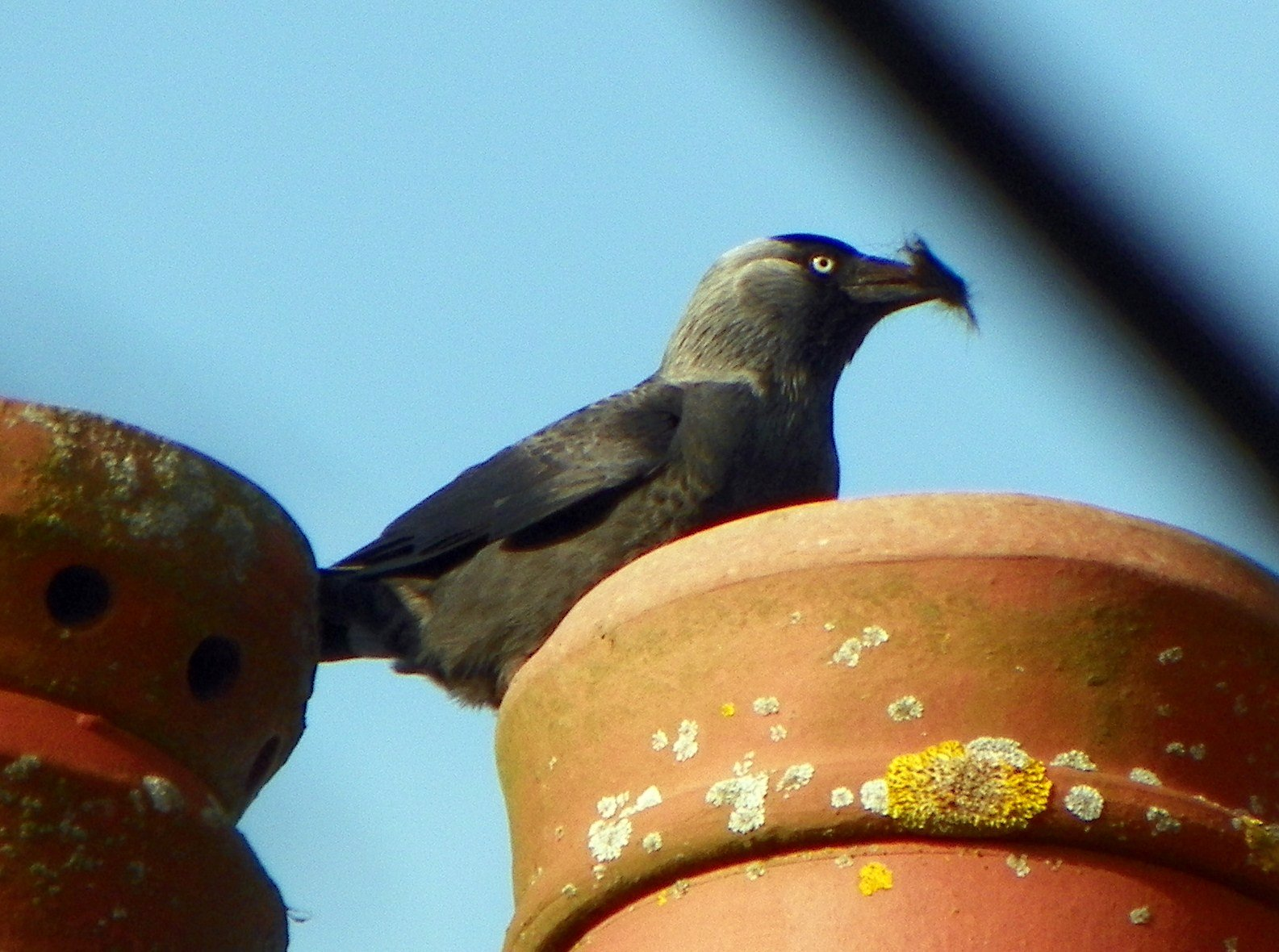
Esemplare porta materiale da costruzione al nido nell'Hertfordshire

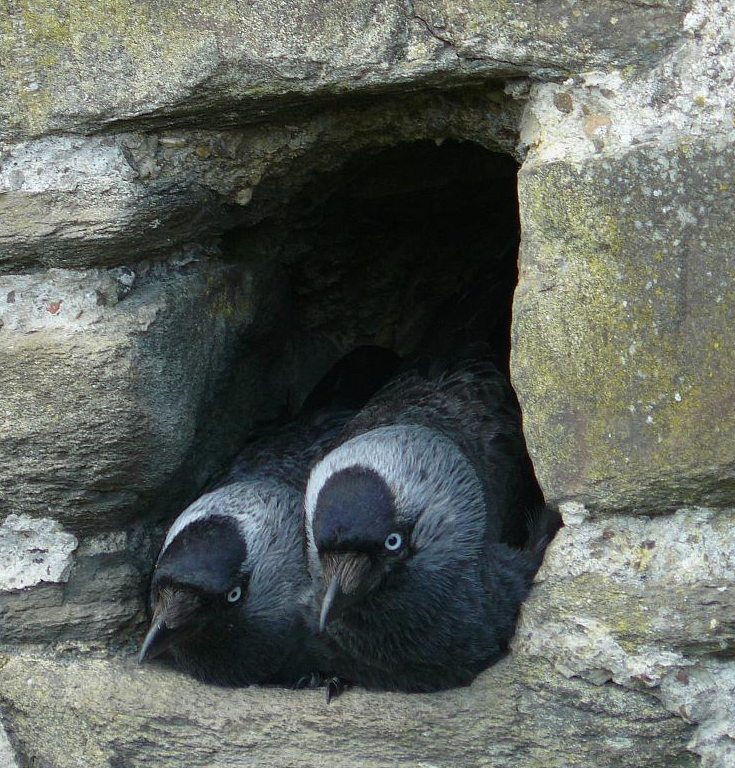
Coppia fa capolino da una fessura nel castello di Conwy

La taccola è un uccello monogamo: le coppie si formano a partire dal secondo anno di vita e, sebbene alcune possano separarsi nei primi sei mesi di durata, durano per tutta la vita, senza che si verifichino nel frattempo relazioni extraconiugali, come in molti altri corvidi. Le coppie rimangono assieme anche se non riescono a procreare e, alla morte di uno dei due componenti, l'altro cala vertiginosamente nel ranking gerarchico dello stormo, passando generalmente il resto della propria vita in solitudine.
La stagione riproduttiva comincia in aprile, cominciando via via più tardi man mano che si va verso est, con le popolazioni siberiane che nidificano in maggio: il nido, a forma di coppa, è molto voluminoso, e consta di una grossolana piattaforma di stecchini e rametti, al centro della quale si trova una conca foderata di fibre vegetali, piumino e lanugine, all'interno della quale vengono deposte le uova. Il nido viene costruito in cavità sopraelevante (sebbene sia stato osservato un nido costruito in una tana di coniglio) della roccia o degli alberi, generalmente in boschi primari ricchi di vecchi alberi o su strapiombi rocciosi, nonché non di rado in aree abitate con vecchi edifici, dei quali vengono solitamente sfruttati i comignoli. Le taccole utilizzano inoltre senza problemi i nidi scavati da altri uccelli (specialmente dal picchio nero), non di rado sfrattandone i precedenti occupanti (come l'allocco o la colombella).

Le taccole nidificano in colonie, con le coppie che nella fase iniziale della riproduzione (scelta del sito di nidificazione e costruzione del nido) litigano fra di loro per ottenere i posti migliori, che cercano di difendere anno dopo anno: talvolta, le colonie nidificanti di taccola sono situate ai margini di colonie riproduttive di altri corvidi (come i gracchi), e spesso ai loro margini sono a loro volta situati nidi di altri corvidi (come il corvo comune, il corvo imperiale o la gazza).

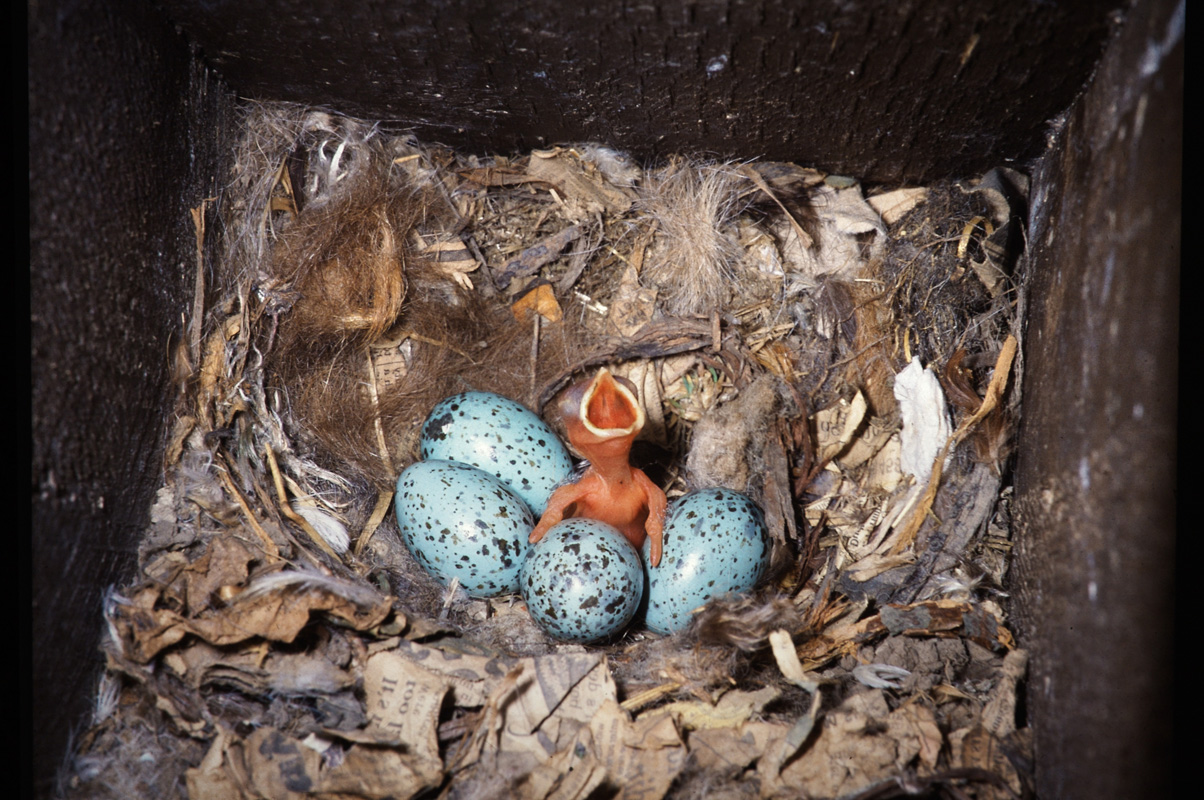
Interno di nido con uova e pullus nelle West Midlands

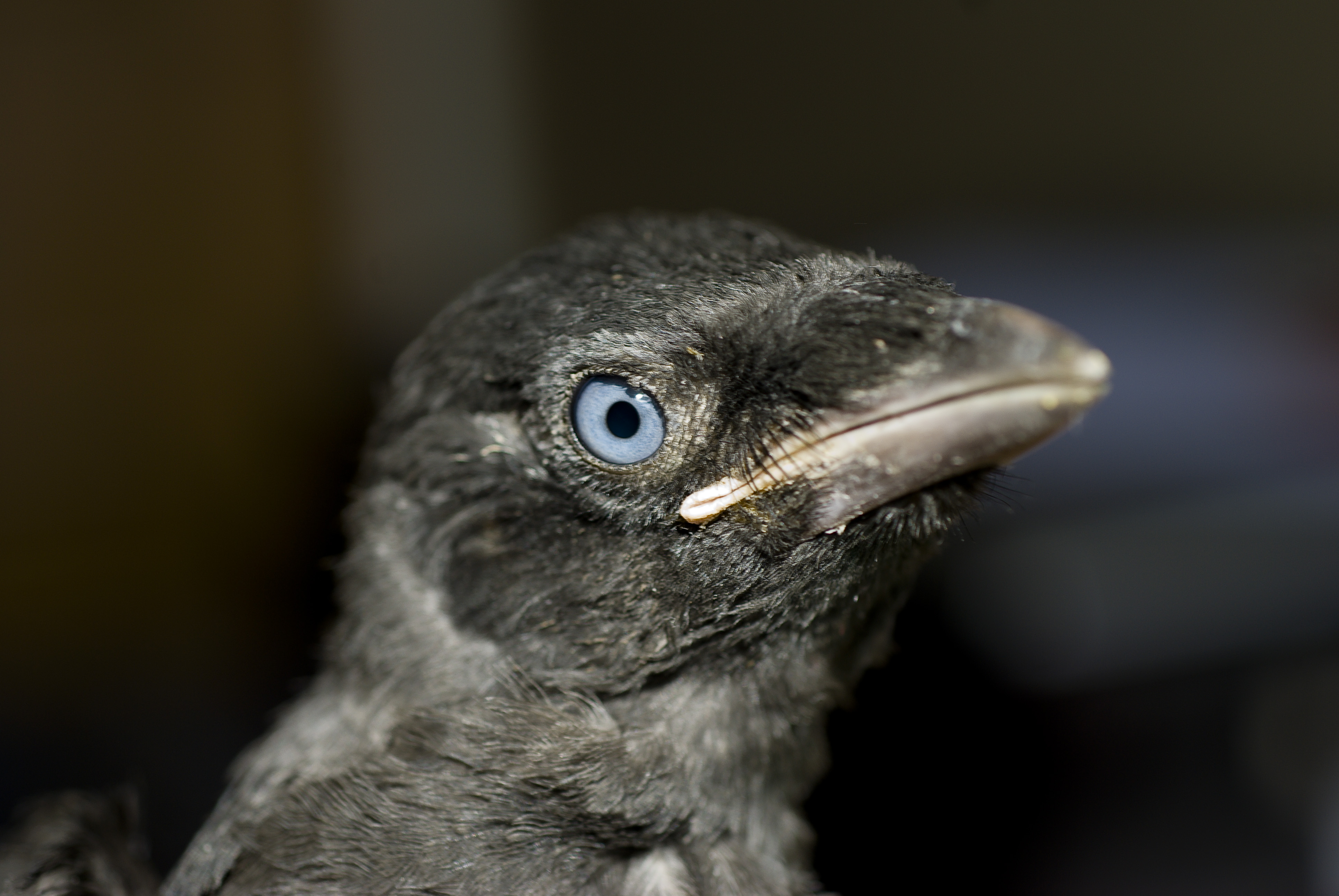
Primo piano di un giovane a Newcastle upon Tyne

Le uova, in numero di 2-9 (generalmente 4-5), sono lucide e di colore azzurrino, con rada maculatura di colore bruno-grigiastro: esse tendono a crescere lievissimamente in dimensioni medie seguendo una direttrice N-SO.

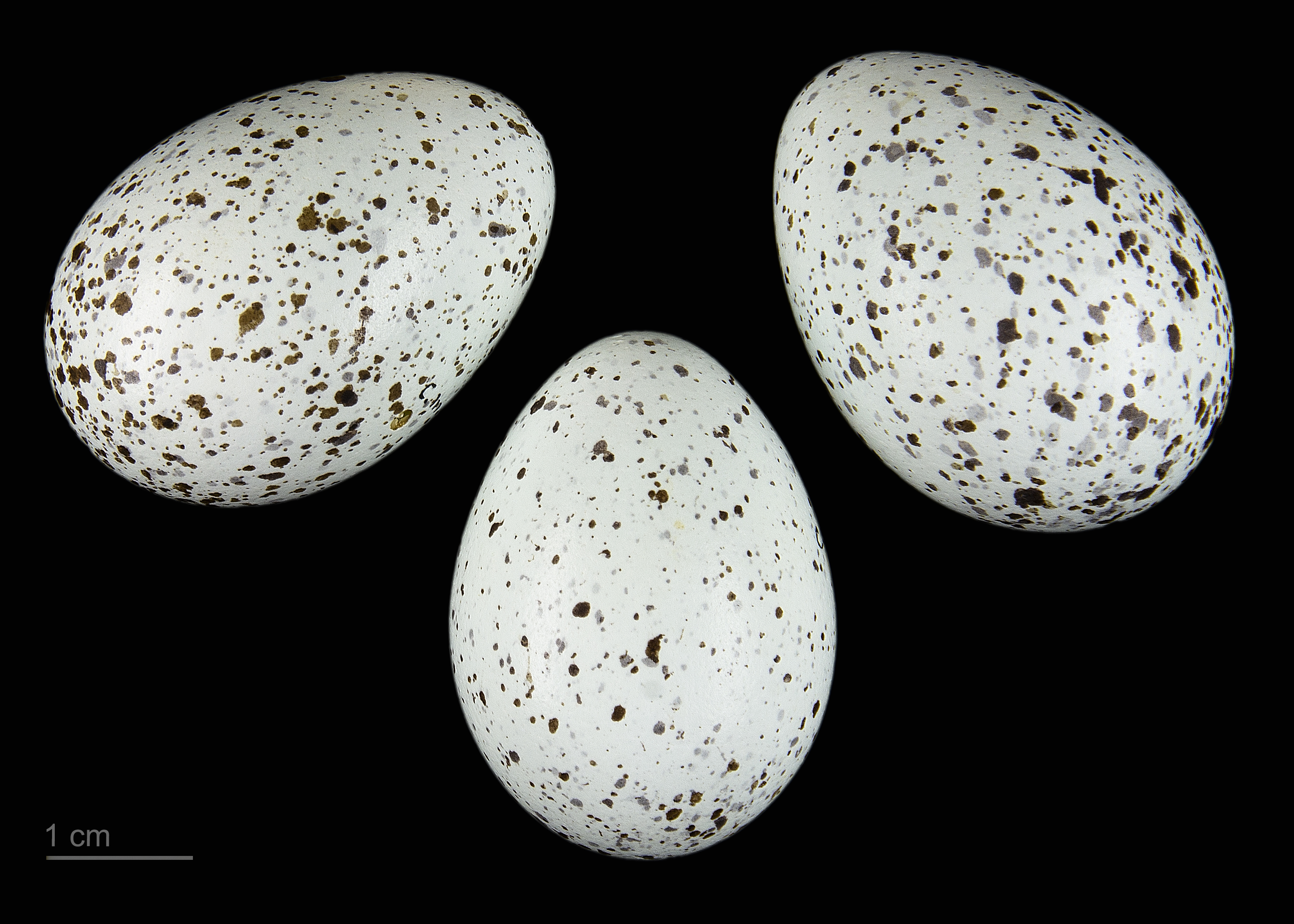
Uovo di Coloeus monedula - Museo di Tolosa

Le uova vengono covate dalla sola femmina (col maschio che rimane costantemente di guardia nei pressi del nido, pronto a scacciare aggressivamente eventuali intrusi, e che si occupa inoltre di reperire il cibo per sé e per la compagna) per 17-18 giorni, al termine dei quali schiudono pulli ciechi ed implumi. I nidiacei schiudono in maniera asincrona, perché la femmina depone un uovo al giorno e comincia a covare immediatamente dopo la deposizione del primo uovo, il che fa sì che i primi nati siano più grandi e forti rispetto agli ultimi, che solitamente muoiono nei primi giorni di vita.

I nidiacei vengono imbeccati e accuditi da ambedue i genitori: essi s'involano fra i 28 e i 35 giorni di vita, tuttavia anche dopo l'involo continuano a rimanere coi genitori ancora per almeno un mese, quando si uniscono agli altri giovani appena affrancatisi dalle cure parentali, rimanendo nello stormo d'appartenenza dei genitori e cominciando a definire le gerarchie già durante il primo inverno di vita.
La taccola subisce parassitismo di cova da parte del cuculo dal ciuffo.

## Distribuzione e habitat

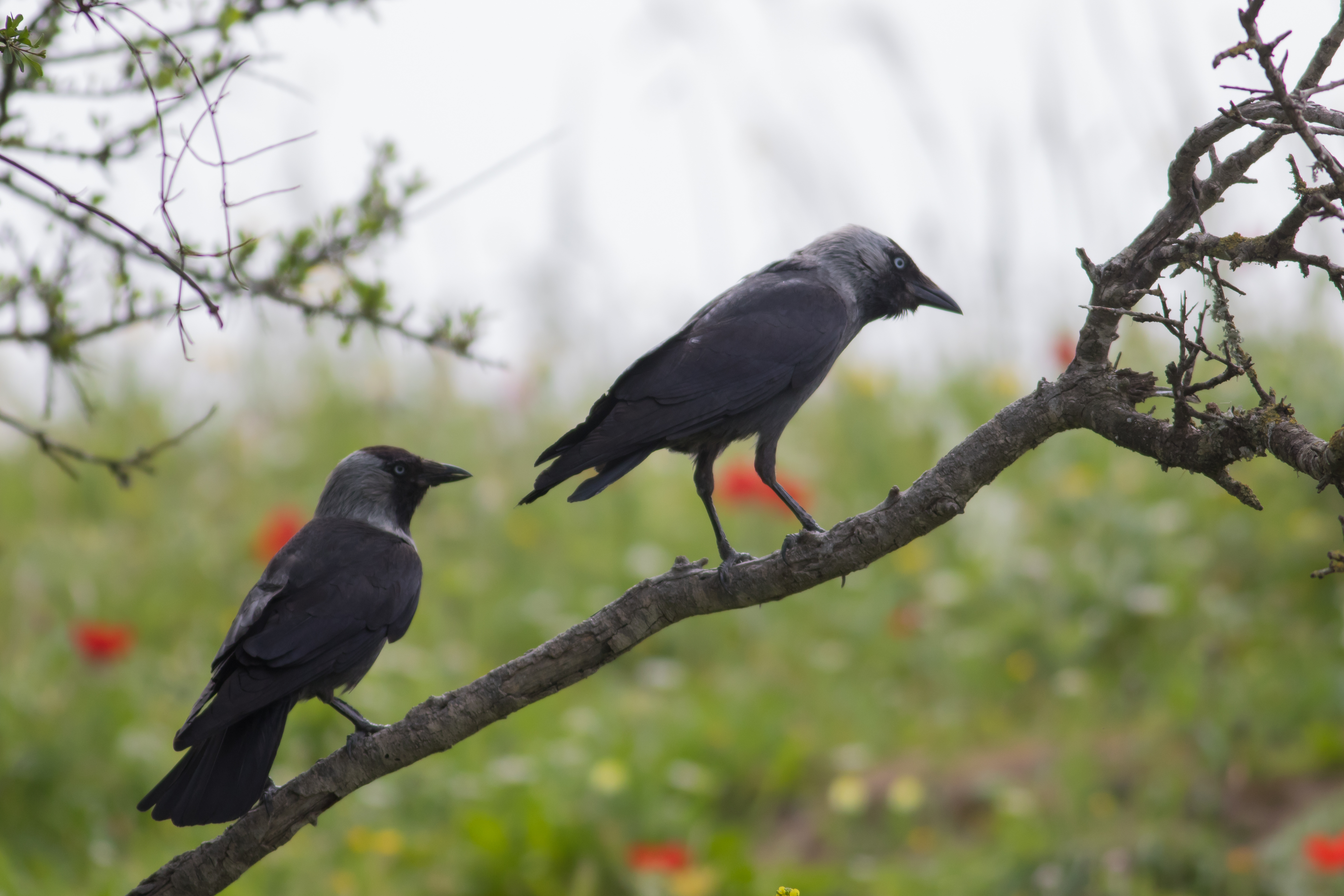
Coppia in Israele

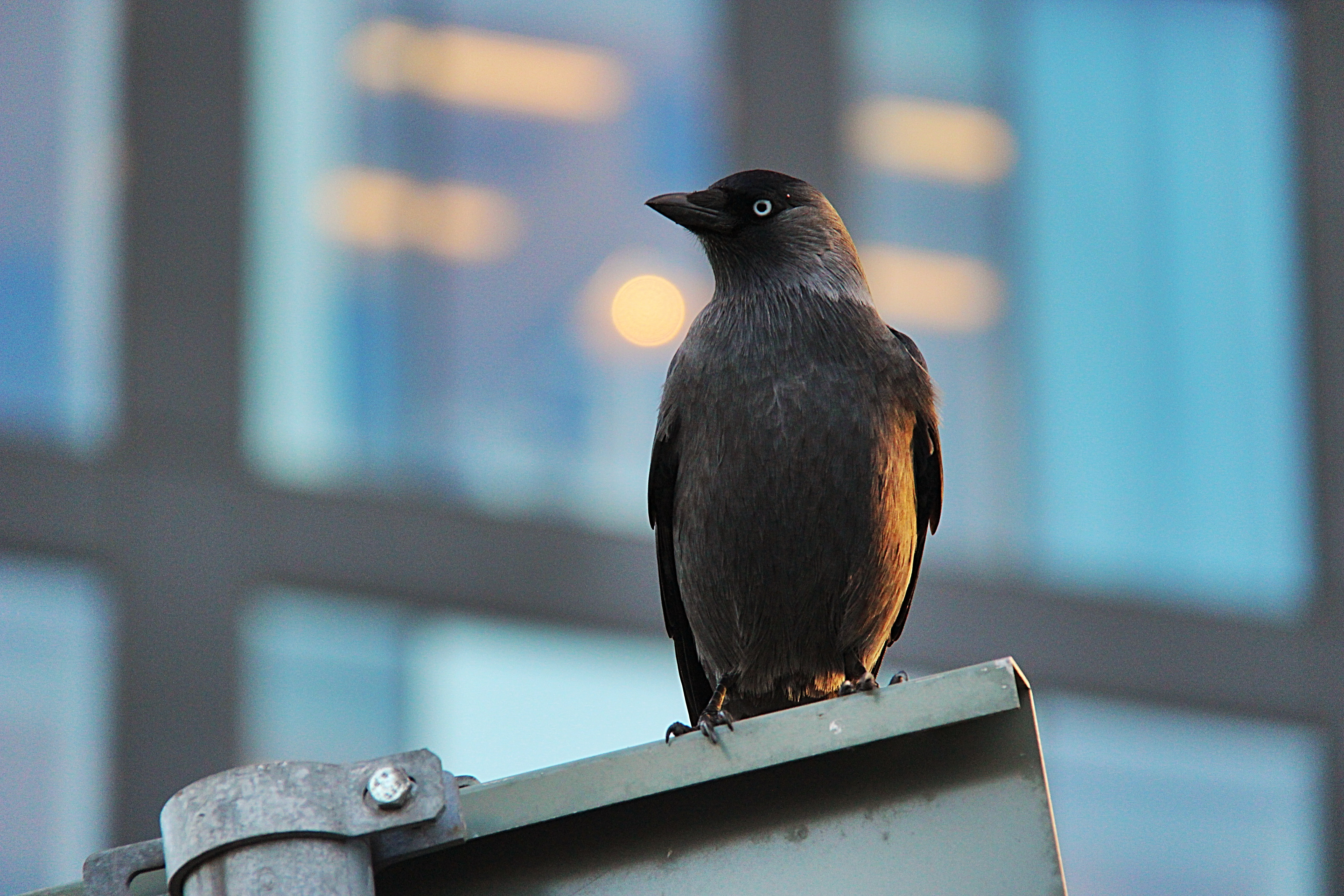
Esemplare in contesto urbano

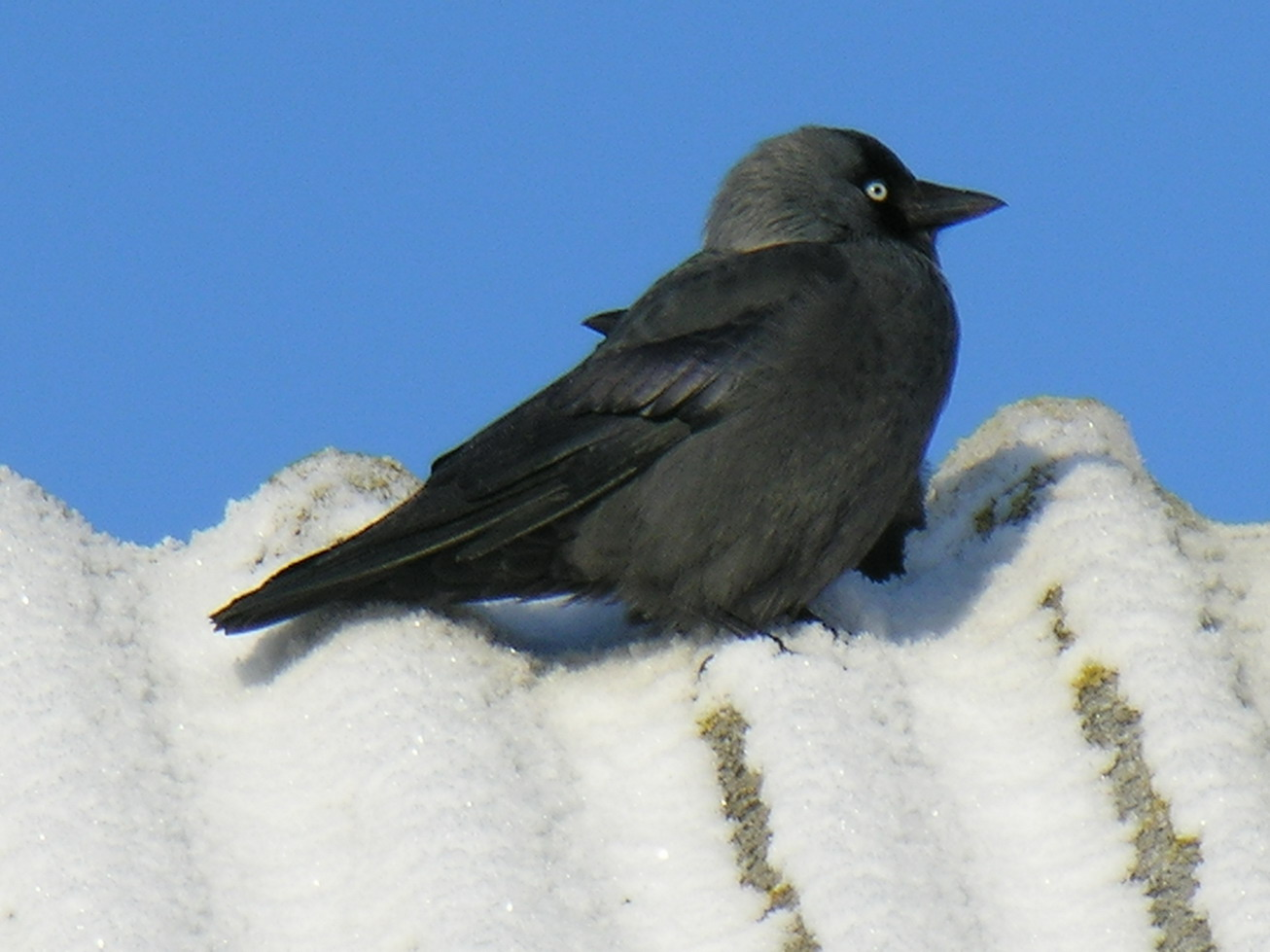
Esemplare su un tetto in Lituania

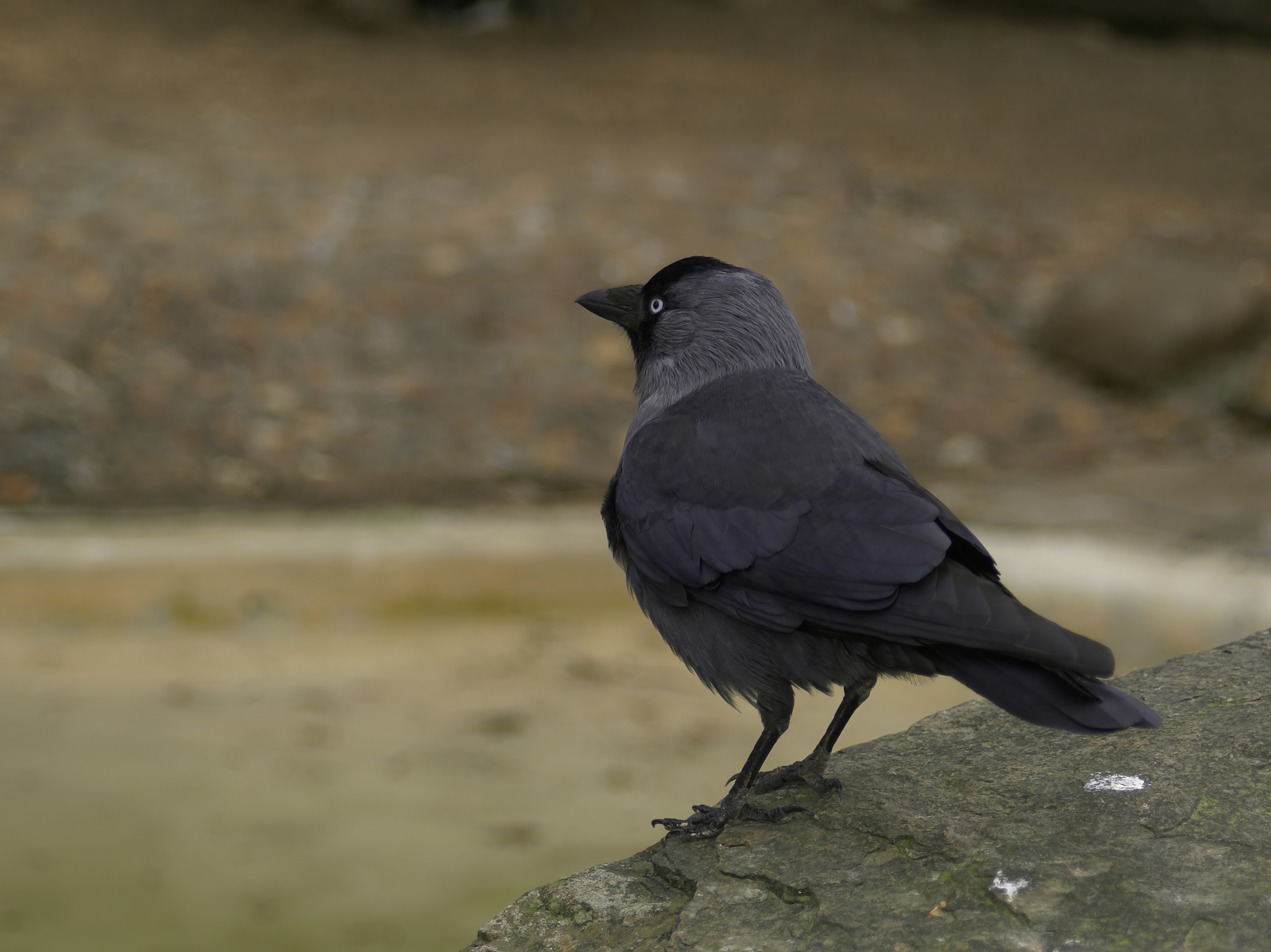
Esemplare ad Anversa

La taccola ha distribuzione paleartica, popolando gran parte dell'Europa (dalla penisola iberica al mar Caspio, comprese le isole britanniche e le isole del Mediterraneo, a nord fino alle coste meridionali della Fennoscandia), l'Anatolia, il Levante (dove sono residenti sin dai primi anni '60, mentre in precedenza erano visitatori invernali), il Caucaso e il nord-ovest dell'Iran, oltre all'area ad est del lago d'Aral fino all'Uiguristan occidentale e nord-occidentale: una piccola popolazione è diffusa anche in Nordafrica, fra il Marocco centro-occidentale e l'Algeria nord-occidentale, mentre le taccole sono localmente estinte da Malta e dalla Tunisia.

La taccola è residente in gran parte del suo areale europeo ed africano: le popolazioni più settentrionali e quelle nord-orientali (Scandinavia, Asia centrale e Siberia) tendono invece a migrare verso sud fra settembre e novembre, svernando a sud o nelle aree urbane fino a febbraio-maggio e spingendosi nel fare ciò fino in Mesopotamia, Afghanistan e Kashmir. Singoli esemplari in dispersione sono stati registrati alle isole Fær Øer, in Islanda, in Nordamerica nord-orientale (Canada atlantico, Saint-Pierre e Miquelon e New England fino alla Pennsylvania), in Mauritania, in Egitto e sulle sponde occidentali del lago Bajkal.
L'habitat di elezione di questi uccelli è rappresentato dalle aree erbose aperte con presenza di macchie boschive più o meno estese e di aree rocciose, anche artificiali (ad esempio muretti di demarcazione o case diroccate), lasciando le aree prative più aperte al corvo e quelle più alberate alle ghiandaie: tuttavia, le taccole sono uccelli molto adattabili, che possono essere osservati in ambienti disparati, come steppe o scogliere, avendo dimostrato nei secoli di tollerare molto bene la presenza umana ed avendo colonizzato anche le aree urbane e le coltivazioni.

## Tassonomia
Se ne riconoscono quattro sottospecie:
- C. m. monedula (Linnaeus, 1758) - la sottospecie nominale, diffusa dalla Scandinavia alla Russia europea, a sud fino alle pendici settentrionali delle Alpi e dei Carpazi;
- C. m. spermologus (Vieillot, 1817) - diffusa in Europa occidentale e meridionale (isole britanniche, penisola iberica, Francia, Benelux e Italia) e in Maghreb;
- C. m. soemmerringii (Fischer von Waldheim, 1811) - diffusa nella porzione orientale dell'areale occupato dalla specie, dalla penisola balcanica e dall'Europa orientale alla Siberia centrale e all'Uiguristan occidentale;
- C. m. cirtensis Rothschild & Hartert, 1912 - endemica dell'Algeria.

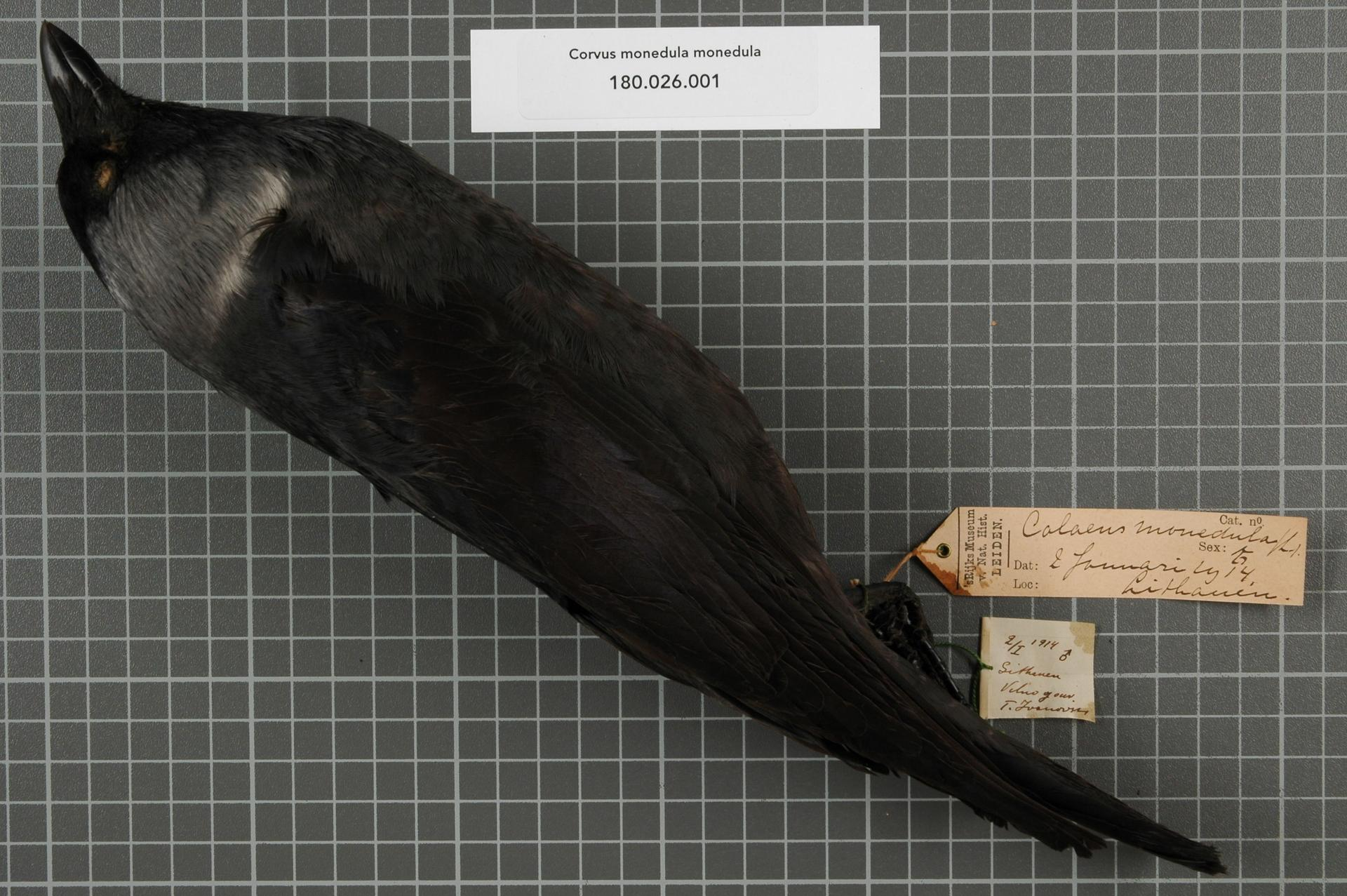
Maschio tassidermizzato della sottospecie nominale.
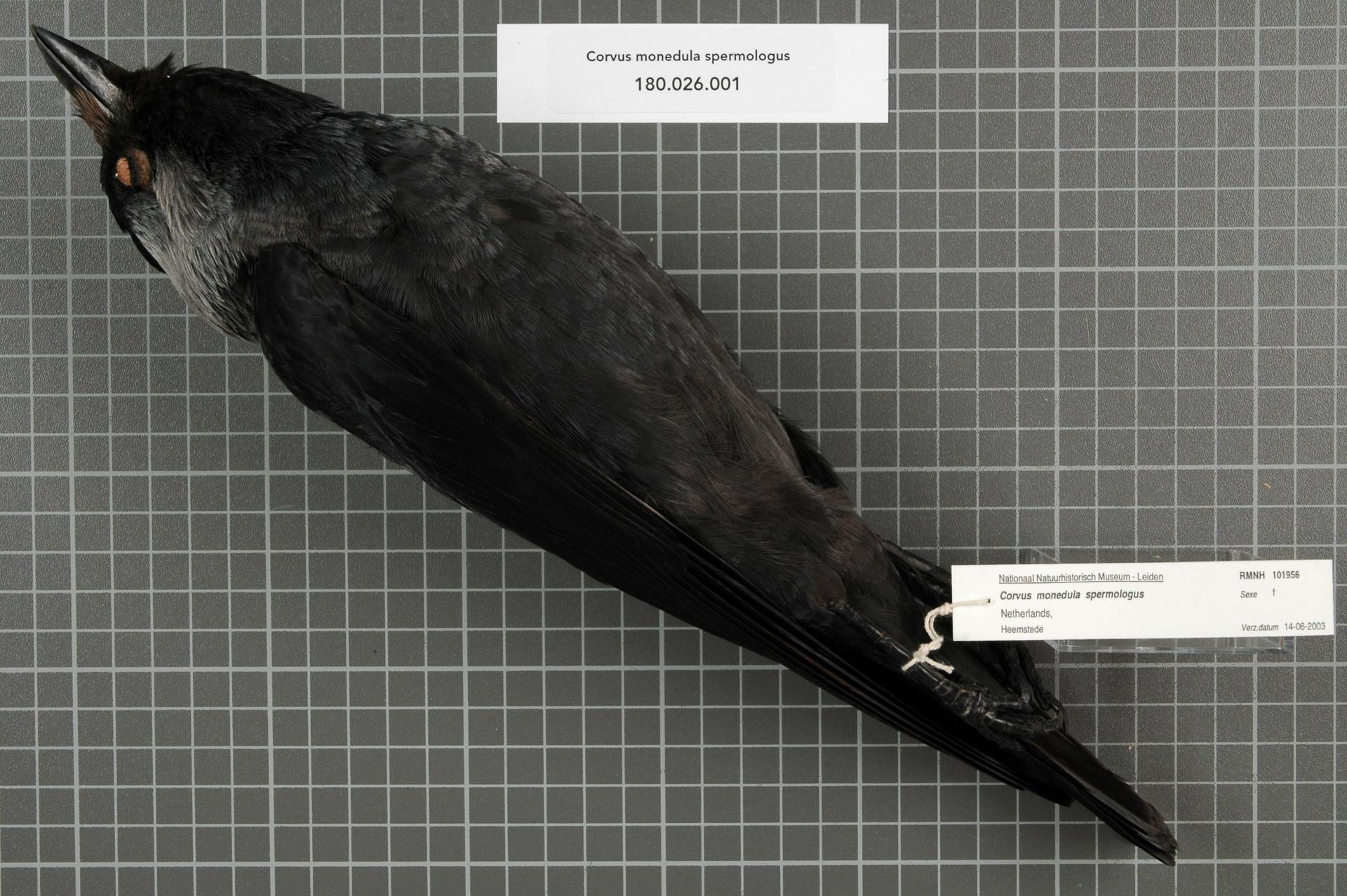
Femmina tassidermizzato della sottospecie spermologus.
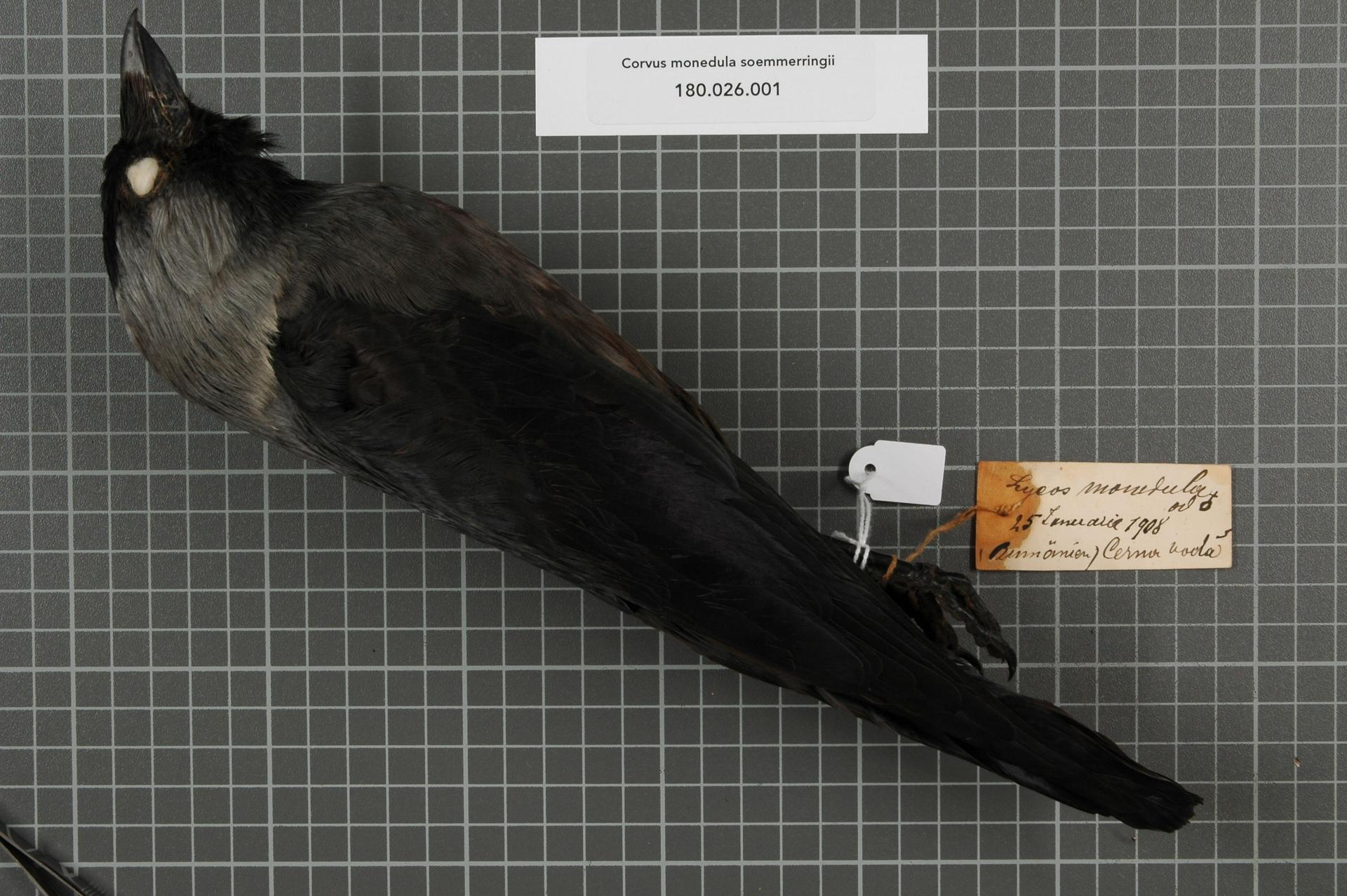
Maschio tassidermizzato della sottospecie soemmerringii.

Alcuni autori proporrebbero inoltre le sottospecie turrium, brehmi e hilgerti della Germania (tutte sinonimizzate con la nominale), ibericus dell'Andalusia, nigerrimus del Marocco (ambedue sinonimizzate con spermologus), tischleri e sophiae della Polonia, schluteri della Bielorussia, collaris della Macedonia del Nord, pontocaspicus di Cipro e ultracollaris del Tien Shan (tutte sinonimizzate con soemmerringii).

## Rapporti con l'uomo
Fino a tempi recenti le taccole sono state perseguitate come animali nocivi, sebbene in maniera meno severa rispetto ad altri corvidi: durante il XVI secolo, Enrico VIII prima ed Elisabetta I poi emisero una serie di decreti in questo senso, che hanno portato alla rarefazione di questi uccelli in vaste zone del Regno Unito, specialmente del Norfolk. Le taccole venivano uccise in quanto viste come una minaccia per i raccolti di cereali e frutta, nonché per i loro effetti nocivi sulle popolazioni degli uccelli pregiati per la caccia, dei quali razziavano le uova. Ancora oggi, in Inghilterra è legale l'uso delle taccole come zimbelli per adescare e ingabbiare altri esemplari: questi uccelli sono inoltre una delle potenziali specie in lista per l'abbattimento selezionato secondo la Direttiva Uccelli (ascrizione caldeggiata in particolar modo dalla federcaccia tedesche), e a Cipro è possibile abbatterli in primavera ed estate.
Nella pratica, l'effettiva dannosità di questo uccello per l'uomo è estremamente limitata, tanto che anche il Brehm, nelle sue descrizioni di questi animali, non menziona né accenna mai ad essa, come invece era solito fare: la taccola, tuttavia, è stata associata ad alcuni casi di gastroenterite da Campylobacter jejuni occorsi a Gateshead (dovuti verosimilmente all'abitudine di questi uccelli di aprire le bottiglie di latte lasciate sugli usci delle case per prelevarne parte del contenuto) e in Spagna.

### La taccola nella cultura

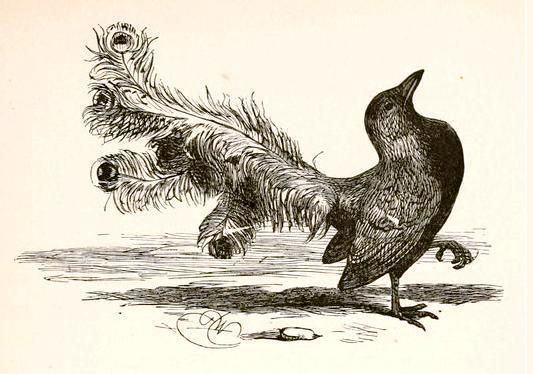
Illustrazione del 1881 di una taccola con penne di pavone, riferimento alla favola di Esopo

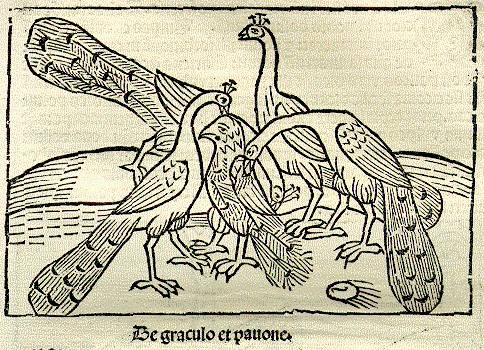
Incisione del 1501, raffigurante il finale della fiaba esopica della taccola e dei pavoni

La taccola compare spesso nel folklore e nella mitologia dell'Antica Grecia: per i Greci, questi uccelli erano queruli e vanitosi, facili da catturare con un piatto pieno d'olio, nel quale sarebbero sicuramente caduti rimirando la propria immagine riflessa. Un esempio di questa vanitosità è raccontato nelle favole di Esopo, in un episodio delle quali una taccola si fregia di alcune lunghe penne di pavone spacciandole per proprie, per poi essere scoperta e mortificata.
Anche la passione delle taccole (comune anche ad altri corvidi) per gli oggetti luccicanti trova posto nei miti su di esse: l'origine mitologica di questi uccelli risale infatti ad Arne di Sifno, la cui lealtà venne comprata da Minosse con un ingente quantitativo d'oro e la cui bramosia di denaro venne punita dagli dei appunto con la trasformazione in un animale irresistibilmente attratto dagli oggetti luccicanti, le taccole.
Il proverbio greco (mutuato in latino) "il cigno canta quando le taccole tacciono" è anch'esso un riferimento alla natura chiassosa di questi uccelli: sentire questi uccelli gracchiare più forte del solito, tuttavia, veniva considerato nell'antichità classica un presagio di pioggia, come raccontano Claudio Eliano, Teofrasto e Ovidio. Plinio il Vecchio, invece, nota come la taccola fosse un uccello tenuto in grande considerazione da Tessali e Illiri e a Lemno, per la sua solerzia nel nutrirsi di cavallette, oltre a menzionare la credenza che i Veneti fossero riusciti a convincere dietro compenso questi uccelli a risparmiare i loro raccolti.
Anche durante il Medioevo la taccola veniva considerata una portatrice di pioggia, specialmente se osservata sul campanile di una cattedrale. Le varie culture dell'Europa centrale differivano tuttavia nella percezione di questi uccelli, pur avendo in comune la loro visione come portatori di novità, buone o cattive che siano: se in Galles le taccole erano considerate sacre per la loro abitudine di nidificare nelle chiese, e nei Fens vederne una durante un matrimonio era un buon auspicio per la sposa, in Inghilterra la loro nidificazione in una casa era foriera di morte fra i suoi inquilini, e in Boemia sentire questi uccelli gracchiare era associato a una guerra imminente, tanto che San Procopio li bandì da Sázava (dove infatti le taccole non nidificano).

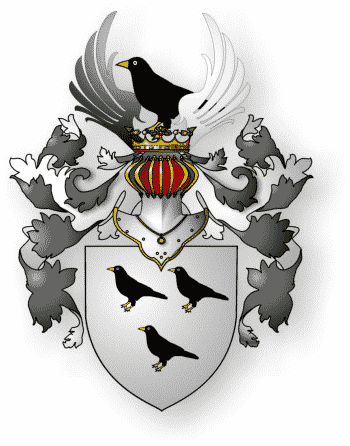
Stemma nobiliare della famiglia polacco-lituana Borch, denominato Trzy Kawki ("tre taccole")

Konrad Lorenz, in numerosi libri (fra tutti L'anello di Re Salomone e Osservazioni sulle taccole), ne descrive dettagliatamente il comportamento sociale.
La taccola è inoltre molto presente nella letteratura inglese: se da un lato non è ancora certo che Chaucer e Shakespeare si riferiscano specificamente a questi uccelli (entrambi usano il termine chough, anticamente utilizzato per designare la taccola, ma in seguito indicante il gracchio corallino), Gilbert White, William Butler Yeats, Smollett e Cowper dedicano loro interi componimenti.
Il nome di questo uccello in lingua ceca è Kavka, dal quale deriva il nome del famoso scrittore Franz Kafka (il cui padre Hermann raffigurava una taccola accanto al nome nell'insegna del negozio di famiglia): il suo nome in lingua inglese invece è jackdaw, da cui prende il nome la nave di Edward Kenway, protagonista di Assassin's Creed IV: Black Flag.
La taccola viene inoltre rappresentata nel vecchio stemma della città ucraina di Halych, il cui nome deriva dal termine in antica lingua slava orientale stante ad indicare appunto questi uccelli. La taccola rappresenta inoltre l'uccello simbolo della Finlandia sud-occidentale.